# Überfall auf Harpers Ferry

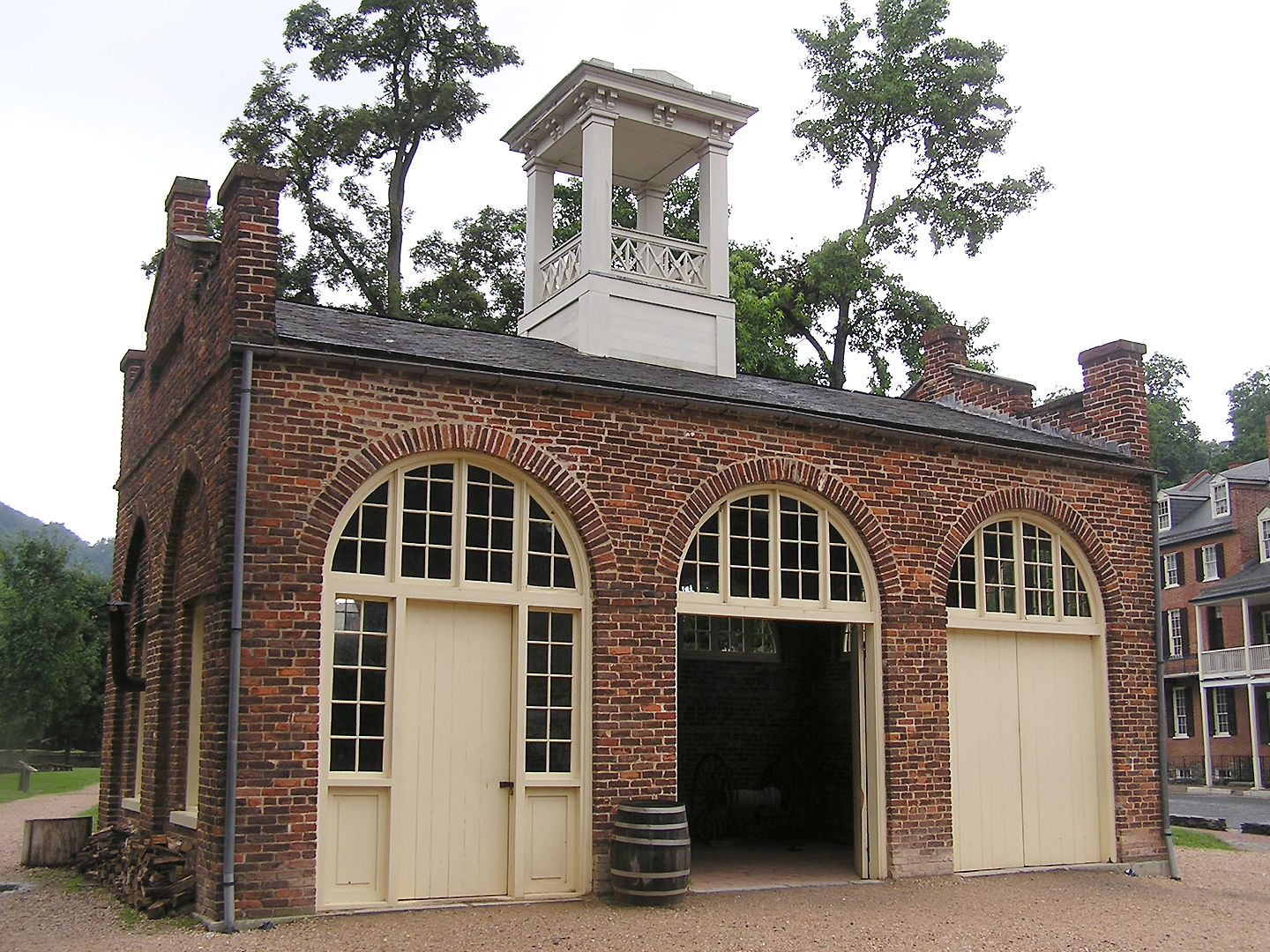
John Brown’s Fort im Harpers Ferry National Historical Park. In diesem Feuerwehrgerätehaus verschanzten sich Brown und seine Gefährten während des Überfalls, als sie umstellt waren.

Der Überfall auf Harpers Ferry am 16. Oktober 1859 war der gescheiterte Versuch militanter Abolitionisten unter der Führung John Browns, ein Arsenal der United States Army im damaligen Bundesstaat Virginia (heute West Virginia) einzunehmen und mit Hilfe der erbeuteten Waffen einen allgemeinen Sklavenaufstand in den Südstaaten der USA auszulösen. Das Ziel der 19 Männer, darunter fünf Afroamerikaner, war die Aufstellung und Bewaffnung einer Befreiungsarmee, die die Sklaverei in den Vereinigten Staaten beenden und die Macht der Pflanzer in den Sklavenstaaten brechen sollte.
Die Einnahme des Waffendepots in Harpers Ferry gelang zwar, aber die erhoffte Erhebung der Sklaven blieb aus. Brown und seine Männer wurden am 17. Oktober im Feuerwehrgerätehaus des Waffenarsenals von Milizen eingeschlossen. Am nächsten Tag stürmten Marines diese Stellung, nahmen Brown gefangen und töteten mehrere seiner Männer. Im unmittelbar darauf folgenden Prozess gelang es Brown, sich von der Gewalt zu distanzieren und als Märtyrer zu stilisieren. Dabei spielte ihm die rigide Prozessführung durch den Bundesstaat Virginia in die Hände. Viele Abolitionisten im Norden verehrten Brown bereits vor seiner Hinrichtung am 2. Dezember wie einen Heiligen, während er in den Südstaaten als Terrorist und Vorkämpfer einer viel größeren Verschwörung der Republikaner zur Abschaffung der Sklaverei gesehen wurde.
Der Überfall auf Harpers Ferry verschärfte die Polarisierung zwischen den Nord- und Südstaaten. Nach der Wahl Abraham Lincolns zum US-Präsidenten ein Jahr später führte diese Dynamik zur Sezession der Konföderierten Staaten und schließlich zum Amerikanischen Bürgerkrieg.

## Ausgangslage

Entwicklung und Verteilung von sklavenhaltenden und freien Bundesstaaten und Territorien von 1789 bis 1861

In den 1850er Jahren war die Sklaverei im Süden der Vereinigten Staaten allgemein verbreitet. Erst mit dem Kompromiss von 1850 war der Sklavenhandel in der Hauptstadt Washington, D. C. abgeschafft, dafür aber ein strenges Sklavenfluchtgesetz eingeführt worden. In vielen der Sklavenstaaten bildete die oft euphemistisch als peculiar institution („besondere Institution“) bezeichnete Sklaverei die Grundlage der Plantagenwirtschaft, vor allem in der Baumwollproduktion. Besonders profitierte die Pflanzer-Aristokratie von diesem System aus Leibeigenschaft und Zwangsarbeit.
Nachdem Anfang 1854 der Kansas-Nebraska Act den Missouri-Kompromiss von 1820 ausgehebelt und die Ausbreitung der Sklaverei in die Bundesterritorien zugelassen hatte, spitzte sich der Konflikt zwischen den freien Nordstaaten und den Südstaaten weiter zu und führte zur Entstehung der Republikanischen Partei als Gegenreaktion auf dieses Gesetz. Hinzu kam ein Erstarken des Abolitionismus im Norden, wie er sich unter anderem in den Wahlerfolgen der Free Soil Party („Freiboden-Partei“) zeigte. Der Kansas-Nebraska Act mündete schließlich in bürgerkriegsähnliche Verhältnisse im Kansas-Territorium (Bleeding Kansas).

## John Brown

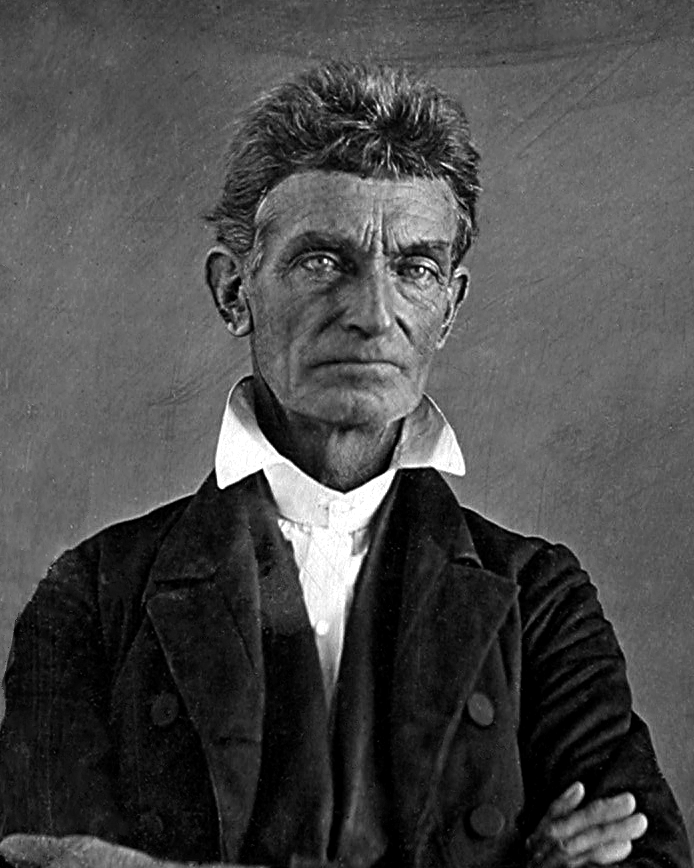
John Brown (1856)

John Brown wurde im Jahr 1800 geboren und wuchs in Ohio auf, das damals Grenzland (Frontier) war. Als er acht Jahre alt war, starb seine Mutter. Während er jahrelang um sie trauerte, heiratete sein Vater bald nach ihrem Tod erneut. Als junger Teenager befreundete Brown sich mit einem gleichaltrigen Sklavenjungen aus der Nachbarschaft. Später sagte er, dass ihn diese beiden Erfahrungen geprägt hätten. Durch den Verlust der Mutter habe er sein Vertrauen in die Welt verloren, sei innerlich verhärtet und auf ein Leben voller Trauer vorbereitet worden, während ihn die Freundschaft zu dem Sklavenjungen zum Abolitionisten gemacht habe. Tatsächlich starben später neun seiner 20 Kinder in frühen Jahren und 1832 seine erste Frau. Seine geschäftlichen Unternehmungen scheiterten durchweg. Browns strenger calvinistischer Glaube, der sich unter anderem an den Schriften von Jonathan Edwards orientierte, half ihm dabei, diese Rückschläge stoisch zu ertragen. Ferner war er davon überzeugt, ein Instrument Gottes und Prophet zu sein.
Im Verlauf der 1840er Jahre fokussierte sich Brown immer mehr auf die Anti-Sklaverei-Bewegung und ordnete seine wirtschaftlichen Bemühungen diesem Ziel unter. So konnte er den Repräsentanten Joshua Reed Giddings als Investor gewinnen, um in England Wolle zu verkaufen. Brown wollte dadurch die Baumwolle der Sklavenstaaten vom europäischen Markt verdrängen, was letztendlich für ihn in einem geschäftlichen Desaster endete. 1849 zog er nach Upstate New York auf die heutige John Brown Farm and Gravesite, um in einer afroamerikanischen Kommune zu leben, die der Politiker und Philanthrop Gerrit Smith gegründet hatte. Brown verstand sich selbst ab dieser Zeit als die historisch notwendige Vaterfigur für die Schwarzen mit der Bestimmung, die Sklaven aus ihrer Gefangenschaft zu führen. Die Gewaltlosigkeit der Mehrheit der Abolitionisten teilte er nicht, sein „Gott war Jehova, der Pharaos Söldner im Roten Meer ertränkte; sein Jesus war der zornige Heißsporn, der die Geldwechsler aus dem Tempel verjagte.“
Wie viele Nordstaatler erzürnte ihn im Jahr 1850 die Verabschiedung des neuen Sklavenfluchtgesetzes. Brown forderte die Afroamerikaner in den freien Staaten auf, sich zu bewaffnen und zusammenzuschließen, um jeden Sklavenjäger zu bekämpfen, der sich in ihren Gemeinden zeigte. Im Jahr 1851 unterstützte er die Gründung der League of Gileadites („Liga der Gileaditen“) in Springfield, Massachusetts, in der sich die Schwarzen dieser Gegend organisierten. Brown kam zu der Überzeugung, dass die Befreiung der Sklaven nur durch eine gewaltsame Revolution von diesen selbst gegen die Pflanzer möglich sei. Als historisches Beispiel für diese These führte er in einem Interview 1856 den Sklavenaufstand des Spartacus an. Während der 1850er Jahre entwickelte er mit seinem engsten Unterstützerkreis, zu dem unter anderem der Geistliche Thomas Wentworth Higginson gehörte, ein theoretisches Modell, wie sich die Sklaven mit organisierter Gewalt und unter ihrer Führung die Freiheit erkämpfen konnten. Für diese Revolution seien nicht tausende bewaffneter Afroamerikaner notwendig, sondern nur einige wenige an den richtigen Stellen. Noch vor dem Überfall auf Harpers Ferry im Jahr 1859 entwarf Brown eine „Freiheitserklärung der Repräsentanten der versklavten Bevölkerung der Vereinigten Staaten“. In dieser vermengte er Ideen des Libertarismus und des christlichen Abolitionismus, um einen Sklavenaufstand zu rechtfertigen.
Als es nach dem Kansas-Nebraska Act von 1854 zu bürgerkriegsähnlichen Verhältnissen im Kansas-Territorium kam, gehörten vier von Browns Söhnen zu den ersten Sklavereigegnern aus dem Norden, die sich dort ansiedelten. Ihr Vater folgte ihnen wenige Monate später im Jahr 1855 mit zwei weiteren Söhnen und einem Schwiegersohn. Im Kansas-Territorium trat Brown mit seinen Söhnen einer Kompanie bei, die sich dem Kampf gegen die Sklaverei verschrieben hatte und am im Frühling 1856 beginnenden Guerillakrieg in Bleeding Kansas teilnahm. Von diesem Moment an bis zu seinem Lebensende verschrieb er sich laut Fellman (2010) einem „revolutionären Terrorismus“. So sammelte er Gelder ein, um damit Waffen, Nachschub und Kämpfer in das Territorium zu schmuggeln. Um sich formierte er 26 junge Männer, darunter seine Söhne, band sie mit einem obligatorischen Treueeid an sich und bildete sie ideologisch und militärisch aus. Brown kam zugute, dass in den 1850er Jahren aufgrund der Radikalität der südstaatlichen Interessenvertretung im Kongress, die unter anderem zur Öffnung der Bundesterritorien für Sklaverei führte, viele Abolitionisten wie zum Beispiel Frederick Douglass der Gewaltlosigkeit abschworen.
Nachdem im Mai 1856 der abolitionistische Senator Charles Sumner im Kapitol von einem Kollegen aus den Südstaaten schwer verletzt worden war und Anhänger der Sklaverei Lawrence, die Hauptstadt der Sklavereigegner in Kansas, niedergebrannt hatten, holte Brown zum Gegenschlag aus. Am 24. Mai 1856 erreichte er mit seinen Gefolgsleuten den Pottawatomie Creek im südlichen Territorium, wo Anhänger der Sklaverei siedelten. Gegen Mitternacht entführten sie fünf Siedler, von denen keiner ein Sklavenhalter war, aus ihren Blockhütten und erschlugen sie. Die Zahl der Opfer war von Brown genau kalkuliert, denn er ging davon aus, dass Bleeding Kansas bis dahin fünf Tote unter den Sklavereigegnern gefordert hatte. Brown bekannte sich nie zu diesem Massaker von Pottawatomie und gab später an, an keinem der Morde direkt beteiligt gewesen zu sein. Er floh nach weiteren Gefechten mit Sklavereianhängern in Kansas im Sommer nach Boston, weil er Vergeltungsmaßnahmen erwartete. Tatsächlich steckte die Gegenseite kurz nach dem Massaker von Pottawatomie die Häuser der Brown-Familie in Brand, während die Morde selbst in den Zeitungen bald hinter Berichten über andere Ereignisse in Bleeding Kansas verblassten.
Das bekannteste Gefecht im Kansas-Territorium vor seinem Rückzug nach Boston hatte Brown gegen eine von John William Reid geführte Miliz aus Missouri am 30. August 1856 in Osawatomie. Bei dieser Auseinandersetzung verteidigte Brown mit 40 Mann eine von seiner Schwester bewohnte Siedlung von Sklavereigegnern am Zusammenfluss von Pottawatomie Creek und Osage River letztendlich vergeblich gegen eine besser bewaffnete Übermacht von mehreren hundert feindlichen Kämpfern. Noch vor Ausbruch der eigentlichen Kampfhandlungen fiel Browns Sohn Frederick. Das Gefecht von Osawatomie, in dem Brown leicht verwundet und kurze Zeit für tot gehalten wurde, trug erheblich zu seiner Aura bei und brachte ihm den Spitznamen Osawatomie Brown oder Old Osawatomie ein, den er in den folgenden Jahren auch selbst als Decknamen verwendete.

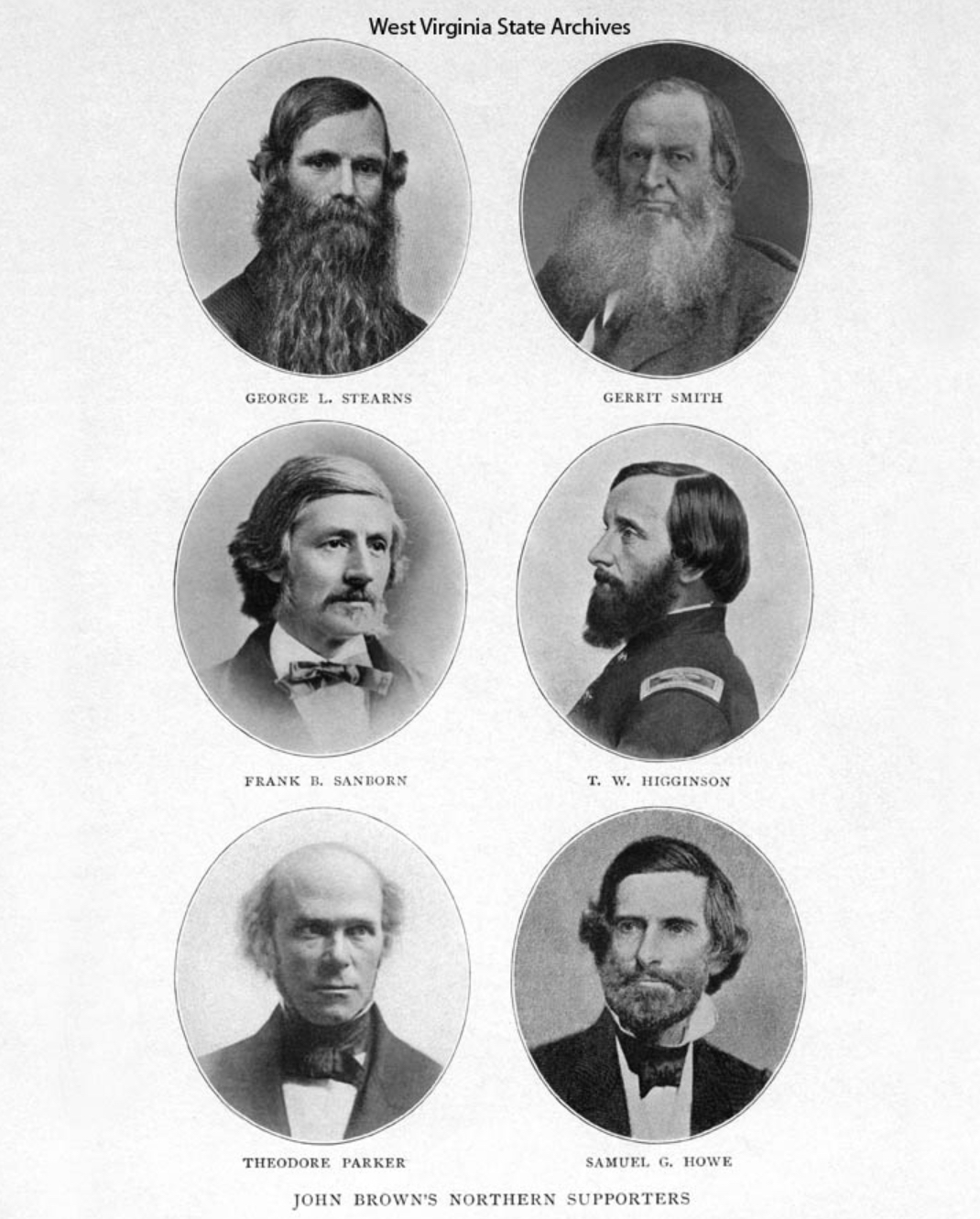
Die „Geheimen Sechs“ (West Virginia State Archives)

Zurück in den Nordstaaten versteckte sich Brown im Hause eines Bostoner Richters in Beacon Hill vor den Marshals. Aufgrund seiner Bekanntheit unterstützten ihn in Boston einige wohlhabende, abolitionistisch gesinnte Männer, die sogenannten Secret Six („Geheimen Sechs“), mit Waffen und Geld für den Kampf in Kansas. Zu ihnen gehörte neben Gerrit Smith Thomas Wentworth Higginson, der Theologe Theodore Parker, der Arzt Samuel Gridley Howe, der Industrielle George L. Stearns und der Journalist und Lehrer Franklin Benjamin Sanborn. Anders als viele weiße Sklavereigegner baute Brown eine enge Bindung zu afroamerikanischen Abolitionisten auf, insbesondere zu James McCune Smith und Douglass. Sie alle einte der Zweifel daran, dass mit moralischen Argumenten die peculiar institution zum Ende gebracht werden könne. Im Januar 1859 befreite Brown mit seinen Gefolgsleuten elf Sklaven in Missouri und eskortierte sie bis in die Provinz Kanada.

## Planung des Überfalls

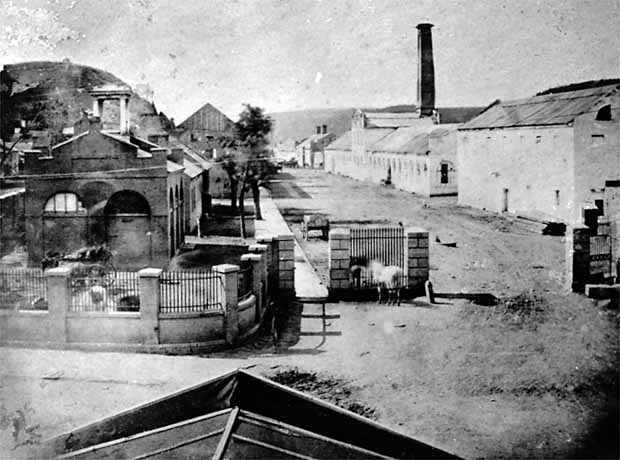
Waffenfabrik (rechts) und Feuerwehrgerätehaus, das heutige John Brown’s Fort (links), in Harpers Ferry (1862)

Spätestens Anfang 1857 hatte Brown den Plan entwickelt, mit einer Gruppe von um die 25 Männern entlang der Appalachen über Virginia nach Alabama und Mississippi vorzustoßen. Als Vorbilder führte er den Sklavenaufstand von Nat Turner und die Meuterei auf der Amistad an. Unterwegs sollte eine staatliche Waffenfabrik in Harpers Ferry eingenommen werden, wobei er davon ausging, dass sich diesem Überfall 200 bis 500 Sklaven spontan anschlossen, denen viele weitere auf dem anschließenden Marsch nach Süden folgten. Diese Army of Liberation („Befreiungsarmee“) sollte in den Bergen dann wehrhafte Kolonien gründen. Inspiriert wurde Brown zu diesem Plan durch das Studium von Büchern über asymmetrische Kriegführung und Sklavenaufstände. Insbesondere die Schlagkraft von kleinen Kampfeinheiten gegen einen überlegenen Gegner in unwegsamem und bergigem Terrain beeindruckte ihn, was zu seiner Entscheidung für die Appalachen als Operationsgebiet führte. Für den Erfolg dieses Unternehmens war Brown vor allem auf schwarze Soldaten angewiesen, die die Sklaven auf den Plantagen zu einem Aufstand anstacheln und als Rekruten für die Army of Liberation gewinnen sollten. Mit den „Geheimen Sechs“ informierte er seine wichtigsten Geldgeber im Februar 1858 über den geplanten Überfall.
Im Mai 1858 entwarf er im kanadischen Chatham-Kent, wo sich geflohene Sklaven niedergelassen hatten, eine Verfassung für diese zukünftigen Siedlungen befreiter Sklaven. Die konstituierende Versammlung bestand aus elf weißen Anhängern Browns und 34 Afroamerikanern der lokalen Bevölkerung. Die Delegierten wählten Brown zum Oberbefehlshaber der Befreiungsarmee. Von den 34 schwarzen Unterzeichnern der Verfassung beteiligte sich später nur einer am Überfall auf Harpers Ferry. Im Juni 1858 entsandte er John Cook nach Harpers Ferry, um dort bis zum Überfall zu leben und den Ort auszukundschaften. Insbesondere sollte er einen Grundriss des Arsenals erstellen und die Anzahl der in der Gegend lebenden Sklaven abschätzen. Während dieses Auftrags heiratete Cook die Tochter seiner Vermieterin und wurde Vater. Bereits seit Anfang 1857 hatte Brown begonnen, Gelder zur Finanzierung dieses revolutionären Projekts einzusammeln, wobei er das konkrete Operationsziel nur gegenüber den „Geheimen Sechs“ offenbarte. Von diesen wollte Smith nicht genau wissen, was Browns konkreter Plan war, weil er Gewalt an sich ablehnte. Insgesamt erwies sich das Fundraising für den Überfall auf Harpers Ferry als schwierig. Als im Jahr 1858 der Ausbilder von Browns Kampfgruppe, der Brite Hugh Forbes, mit Verrat drohte, musste die Operation verschoben werden. Um seinen Ruf unter den Abolitionisten weiter zu festigen, führte Brown am 20. Dezember 1858 einen Überfall nach Missouri an, wo sie elf Sklaven befreiten und einen Sklavenhalter töteten. Danach verzeichnete er ein erhöhtes Spendenaufkommen.

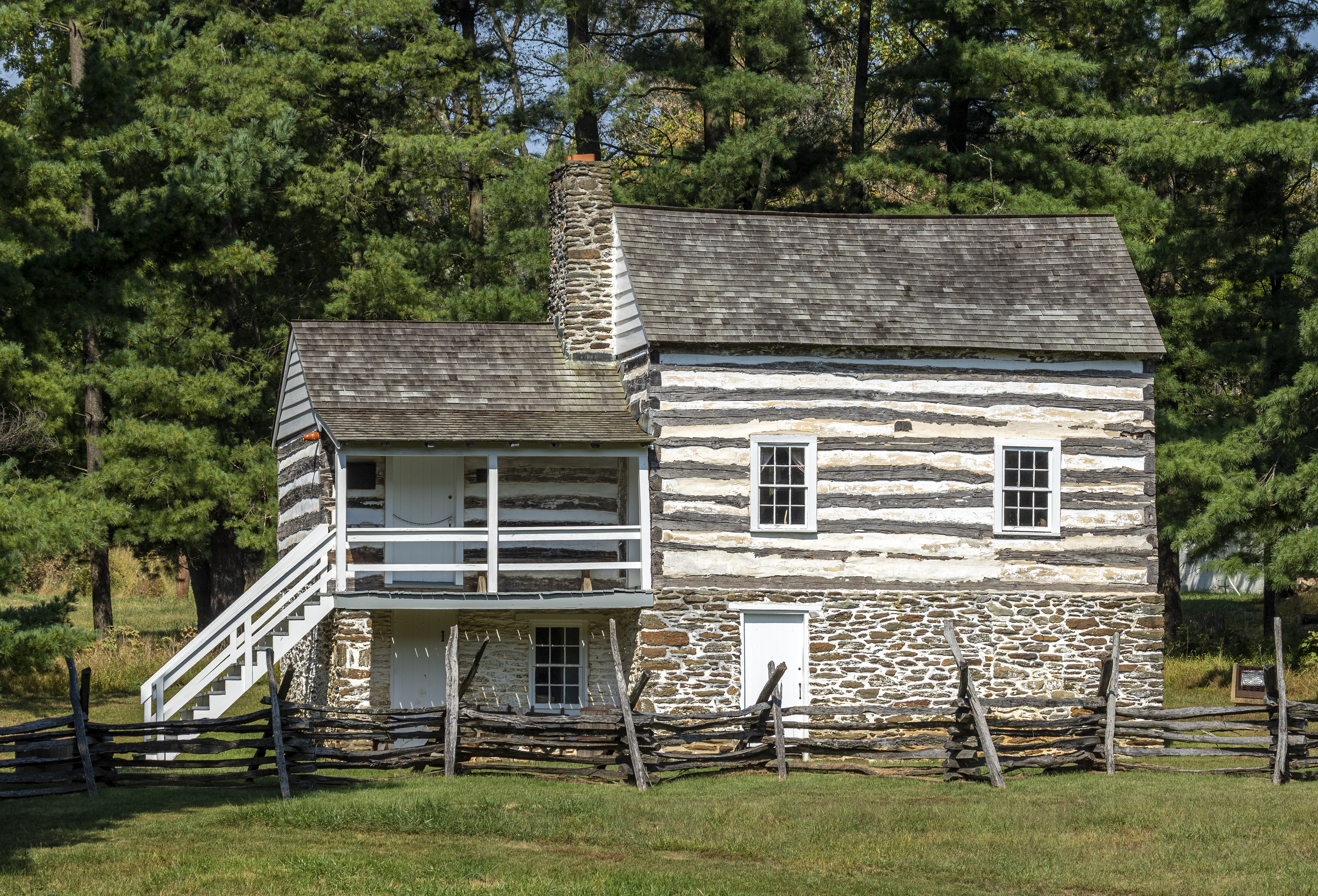
Kennedy-Farm (2019). Hier sammelten und versteckten sich Browns Männer in den Monaten vor dem Überfall auf Harpers Ferry. Das Gebäude ist seit November 1973 im National Register of Historic Places („Nationales Verzeichnis historischer Orte“; NRHP) eingetragen.

Wieder zurück in den Nordstaaten schloss Brown die Planungen ab. Am 3. Juli 1859 mietete er unter dem Namen Isaac Smith eine baufällige Farm in Maryland, ungefähr 10 Kilometer von Harpers Ferry entfernt. Dem Vermieter Booth Kennedy gab er als Legende an, dass er in der Gegend mit der Untersuchung von Mineralien beschäftigt sei. Browns Tochter beziehungsweise Schwiegertochter Anne und Martha hielten die Ordnung im Haus aufrecht und dienten als Tarnung für die Außenwelt, während sich die Männer mit Ausnahme von Brown im Gebäude versteckt hielten. In den nächsten Wochen trafen über Chambersburg, Pennsylvania, das als logistischer Knotenpunkt für die Operation diente, nach und nach Kämpfer und Waffen ein, bis die Gruppe beim Start des Überfalls 22 Mitglieder hatte, darunter fünf Afroamerikaner und drei Söhne sowie zwei Schwiegersöhne Browns. Anfang Oktober stieß Cook wieder zu ihnen, während seine Familie in einer Pension in Chambersburg untergebracht wurde. Die Bewaffnung von Browns Truppe umfasste um die 400 Gewehre und Pistolen.
Ende September hatte Brown ein Treffen mit Douglass in einem Steinbruch nahe Chambersburg, wo er versuchte, ihn zur Teilnahme am Überfall zu bewegen. Er erhoffte sich, dass sein Freund als ein „Verbindungsoffizier“ zu den Sklaven fungieren könnte. Douglass hielt die Unternehmung für hoffnungslos, schon allein aufgrund der geographischen Lage von Harpers Ferry auf einer von Hügeln umringten Halbinsel, was es zu einer Todesfalle machte. Außerdem führte ein Angriff auf eine Bundeseinrichtung in Form des Waffenarsenals in der gesamten Nation zu einer feindseligen Stimmung gegenüber den Abolitionisten. Douglass lehnte eine Beteiligung daher ab, während sich sein Begleiter Shields Green, ein etwa 25-jähriger entflohener Sklave aus South Carolina, der Kampfgruppe anschloss. In ihrem Versteck musste Brown intensive Überzeugungsarbeit leisten und mit seinem Rücktritt drohen, um seine Männer, denen Zweifel bezüglich ihrer Erfolgsaussichten kamen, zum Losschlagen zu bewegen. Weil ihm die so wichtigen schwarzen Gefolgsleute fehlten und die Gruppengröße unter den Erwartungen blieb, scheint Brown laut dem Historiker James M. McPherson (1988) im Oktober eine fatalistische Grundstimmung erreicht zu haben. So habe er vor dem Überfall nicht die Sklaven in der Umgebung benachrichtigt und keinen Proviant nach Harpers Ferry mitgeführt. Außerdem habe er keinen Plan gehabt, wie er nach der Einnahme des Arsenals weiter verfahren sollte.
Dass Brown nicht mehr Afroamerikaner für den Überfall auf Harpers Ferry gewinnen konnte, ist in der Forschung seitdem häufig diskutiert worden. Der Historiker Benjamin Arthur Quarles machte dafür eine Kombination aus Selbstüberschätzung, Geheimhaltung und schlechtem Zeitmanagement verantwortlich. So sei er davon ausgegangen, dass sich seinem Kampf alle freien Schwarzen im Norden anschließen. Aber Douglass und andere Afroamerikaner wie Harriet Tubman und William Wells Brown meinten mit Widerstand die Selbstverteidigung der Sklaven im Süden und keine bewaffnete Invasion aus dem freien Norden. Browns Verschlossenheit seine konkreten Pläne betreffend habe zudem auf die Weißen gegenüber ohnehin skeptischen Schwarzen wenig vertrauensbildend gewirkt. Hinzu kam, dass er kurz nach dem Verfassungskonvent von Chatham-Kent wegen Forbes Drohung den Überfall hatte um ein Jahr verschieben müssen; ein Zeitraum, in dem der Enthusiasmus fast aller afroamerikanischen Unterzeichner verloren ging. Ferner schlug Brown dann im Oktober 1859 eine Woche früher als eigentlich angekündigt zu. So befanden sich etliche Mitverschwörer auf dem Weg zur Kennedy-Farm und kehrten unverrichteter Dinge um, als sie vom Überfall erfuhren.

## Ablauf des Überfalls

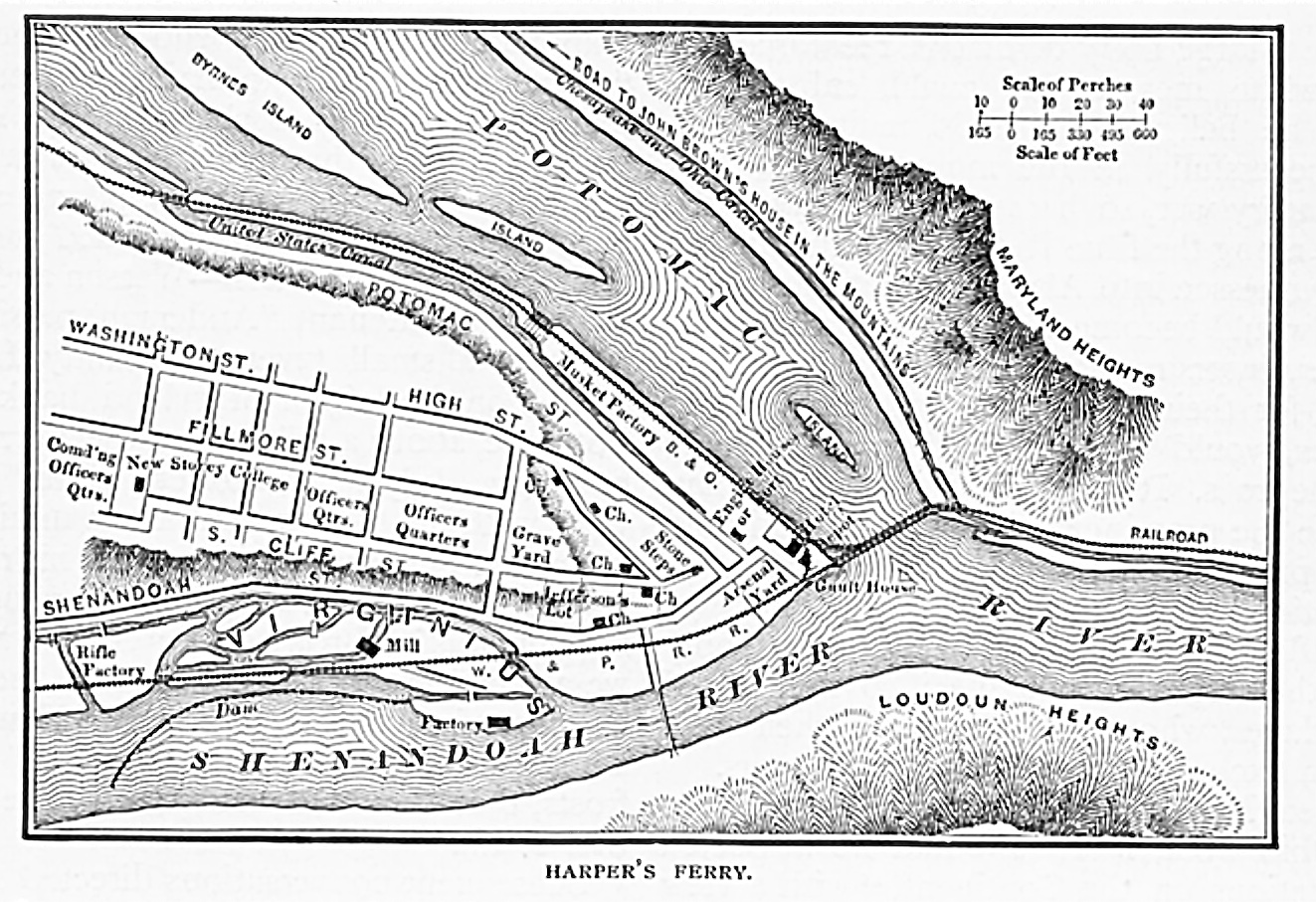
Stadtplan von Harpers Ferry zur Zeit des Überfalls

Am Samstag, dem 15. Oktober 1859, ernannte Brown die Männer, denen er am meisten vertraute, zu Offizieren der Befreiungsarmee. Die ausgehändigten allgemeinen Instruktionen unterschrieb er mit dem Zusatz „Oberbefehlshaber“ und John Henry Kagi (1834–1859), ein aus Ohio stammender Weißer, mit „Kriegsminister“. Am Morgen des nächsten Tages enthüllte Brown endlich seinen Mitverschwörern den vollständigen Operationsplan, dessen Zielsetzung für einige überraschend kam. Sie waren davon ausgegangen, dass es wie im Januar 1859 in Missouri nur darum ginge, Sklaven zu befreien und in den Norden zu bringen. Teilweise machten sie später geltend, dass Brown sie bewusst getäuscht habe. Browns engste Vertraute neben Kagi, nämlich seine drei Söhne und der als militärischer Ausbilder fungierende Aaron Dwight Stevens (1831–1860) aus Connecticut, hingegen wurden stutzig, weil sie erst in einer Woche mit dem Überfall gerechnet hatten. Die Gründe für Browns vorzeitige Entscheidung sind bis heute nicht geklärt. Der Mitverschwörer Osborne Perry Anderson (1830–1872), ein Afroamerikaner aus Pennsylvania, machte später geltend, dass das Unternehmen durch neugierige Nachbarn aufgedeckt worden sei. Laut einem Kampfgenossen Browns aus Bleeding Kansas habe Brown davon gehört, dass die Regierung einen Teilabzug der Waffen aus dem Arsenal in Harpers Ferry beabsichtigte. Fellman (2010) nimmt an, dass mit dem Eintreffen der beiden, in North Carolina geborenen schwarzen Rekruten John Anthony Copeland Jr. (1834–1859) und Lewis Sheridan Leary (1835–1859) aus Oberlin, Ohio, am 12. Oktober für Brown eine respektable Anzahl von afroamerikanischen Rekruten erreicht worden war. Das Vertrauen in den richtigen Moment sei drei Tage später verstärkt worden, als Francis Jackson Meriam (1837–1865) aus Massachusetts mit 600 US-Dollar in Gold die Kennedy-Farm erreichte und somit hinreichend finanzielle Mittel für eine längere Operation in Virginia zur Verfügung standen.
Nach vorbereitenden Maßnahmen für den Überfall in den auf die sonntägliche Morgenrunde folgenden Stunden rief Brown die Männer erneut zusammen und hielt eine letzte Ansprache. Anschließend gab er elf Befehle aus, die die Instruktionen des Vortages konkretisierten. Sein Sohn Owen (1824–1889), Meriam und Barclay Coppoc (1839–1861), ein Quäker aus Iowa, erhielten aufgrund ihrer eingeschränkten Gesundheit die Order, die Stellung in der Kennedy-Farm zu halten und das dortige Waffenlager zu bewachen. Die Befehle für die restlichen 18 Männer beinhalteten neben der Einnahme des Waffenarsenals die Kappung der Telegraphenverbindungen und Besetzung der Brücken von Harpers Ferry sowie Geiselnahmen. Gegen 20:00 Uhr am 16. Oktober verließ der Trupp mit einem Pferd samt Wagen als Tross die Kennedy-Farm, wobei Cook ihnen den Weg wies. Nach einem Marsch von zwei Stunden erreichten sie die in den Ort führende Brücke über den Potomac River. Hier trennten sich Cook und Charles Plummer Tidd von der Gruppe, um die Telegraphenleitung durchzuschneiden, während die restlichen Männer nach Harpers Ferry eindrangen. Dabei machten sie mit dem Brückenwächter William Williams ihren ersten Gefangenen. Browns Sohn Watson (1835–1859) und der aus Iowa stammende Stewart Taylor blieben zurück und überwachten die Brücke, während die Haupttruppe ohne Probleme das lediglich von einem einzigen Wachmann beaufsichtigte staatliche Waffenlager einnahm. Damit war das Hauptziel der Operation erreicht.

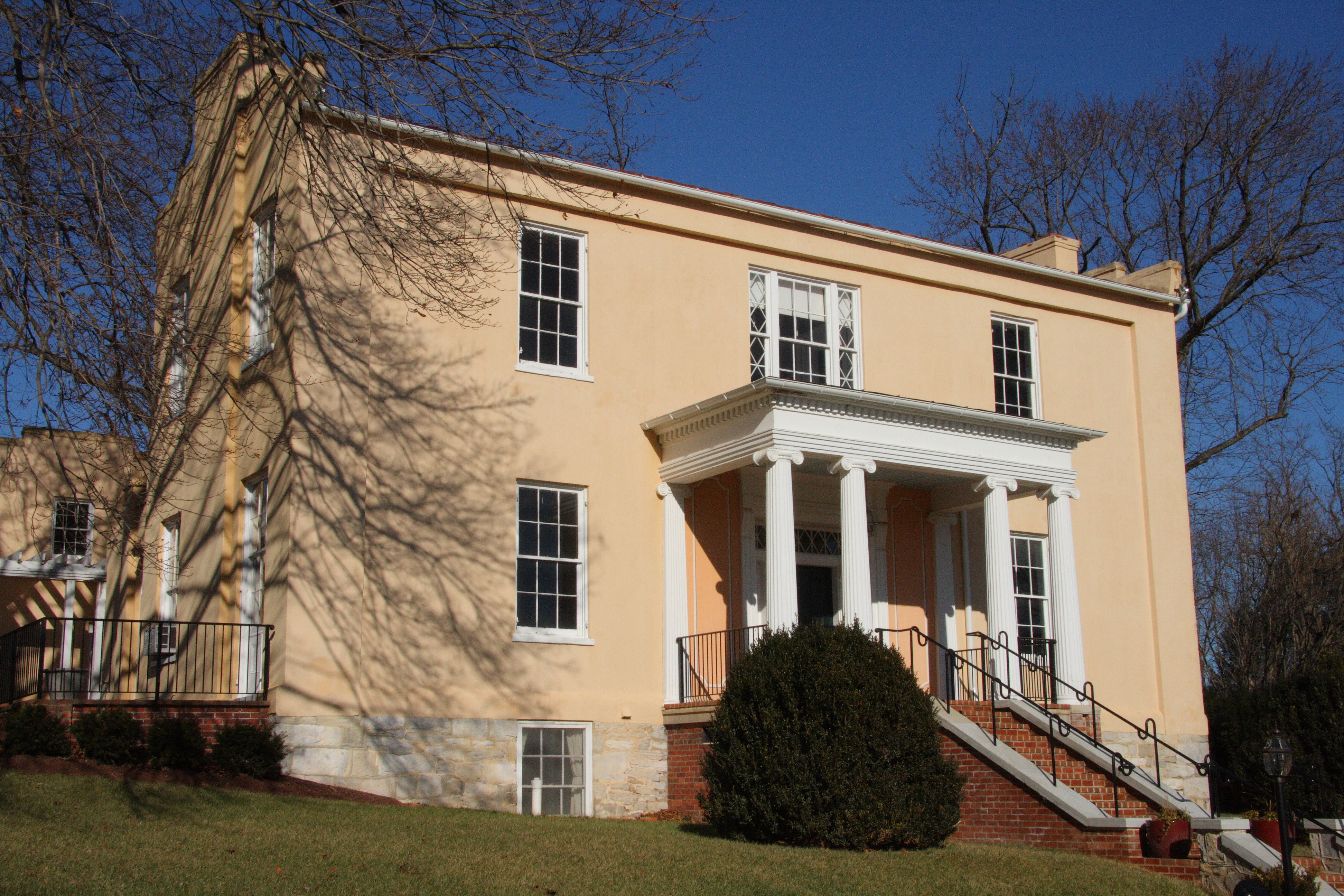
Beall-Air (2008). In diesem Haus wurde Oberst Lewis W. Washington von Browns Männern gefangen genommen. Das Gebäude ist seit August 1973 im NRHP („Nationales Verzeichnis historischer Orte“; NRHP) eingetragen.

Brown entsandte nun zwei Männer zur Waffenfabrik und zwei weitere zur Brücke über den Shenandoah River. Copeland und Kagy, zu denen später Leary stieß, besetzten nach Überwältigung eines Wachmannes ein Depot für Hall-Gewehre. Sechs Kämpfer unter der Führung von Stevens und mit Cook als Wegweiser machten sich zu den Plantagen der Umgebung auf, um dort Geiseln zu nehmen. Weil es sich bei ihren Opfern um Sklavenhalter handelte, hatte Brown dieser Gruppe bewusst drei Afroamerikaner zugeteilt, nämlich den gebürtigen Virginier Dangerfield Newby (um 1820–1859), Green und Anderson. Cook leitete sie gegen Mitternacht zur Plantage Beall-Air, die Oberst Lewis W. Washington, einem Urgroßneffen George Washingtons, gehörte. Während seiner über einjährigen Vorerkundung von Harpers Ferry hatte Cook das Vertrauen Washingtons gewonnen und Landgut sowie Herrenhaus ausspähen können. Sie drangen in das Haus ein und nahmen den Pflanzer gefangen, wobei sie von ihm die Herausgabe eines Zeremonialschwerts verlangten, das ein Geschenk von Friedrich II. an den späteren Präsidenten George Washington gewesen war. Eine Duellpistole, in diesem Fall ein Geschenk von Marie-Joseph Motier, Marquis de La Fayette, steckte Cook unbemerkt von den anderen ein. Danach befreiten sie drei von Washingtons Sklaven und machten sich auf zurück nach Harpers Ferry, wobei sie unterwegs den Sklavenhalter John Allstadt und seinen gleichnamigen Sohn verschleppten und sieben weitere Schwarze aus der Sklaverei befreiten. Einige Stunden vor Sonnenaufgang am 17. Oktober trafen sie mit ihrer Beute bei Brown ein, der die Geiseln in das Feuerwehrgerätehaus brachte und die befreiten Sklaven mit Spießen bewaffnete. Den Gefangenen offenbarte Brown seine Identität und Absicht und rüstete sich mit dem Zeremonialschwert Washingtons aus. Um insbesondere den Sklavenhaltern seine Mission vor Augen zu führen, ließ er sie vom Afroamerikaner Green bewachen. Abgesehen davon erfuhren die Geiseln eine höfliche Behandlung, so dass einige von ihnen im späteren Prozess zu Browns Gunsten aussagten.

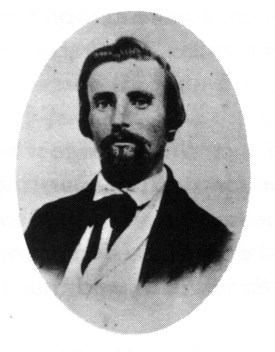
Watson Brown (etwa 1859)

Etwa eine Stunde nach Mitternacht näherte sich ein Zug der Baltimore and Ohio Railroad der Brücke über den Potomac, wo Watson Brown auf Posten war. Der Lokomotivführer stoppte den Zug, weil die Lichter auf der Brücke nicht brannten. Der Zugbegleiter A. J. Phelps betrat zur näheren Überprüfung der ungewöhnlichen Umstände die Gleise und wurde vom nervös werdenden Watson Brown angeschossen, woraufhin der Zug zurücksetzte und weiteres Personal die Wagen verließ. Watson Brown feuerte erneut und verwundete den afroamerikanischen Gepäckträger Hayward Shepherd tödlich. Dr. Starry, ein Arzt aus dem Ort, wurde durch die Schüsse aus dem Schlaf geweckt und eilte zu Shepherd, um ihn zu versorgen. Er veranlasste außerdem, dass die Kirchenglocken Alarm schlugen. Kurz darauf versammelten sich Angehörige der örtlichen Miliz auf den Straßen. In dieser Situation beging Brown einen verhängnisvollen Fehler, indem er die Brücken räumen ließ und seine Männer im Arsenal konzentrierte. Dadurch konnte der Zug seine Reise ostwärts fortsetzen und vom Bahnhof in Monocacy, Maryland aus die Zentrale der Baltimore and Ohio Railroad über die Vorgänge in Harpers Ferry in Kenntnis setzen. Von dort aus gelangte die Information zum amerikanischen Präsidenten James Buchanan und zum Gouverneur Virginias Henry A. Wise. Durch diese Aufhebung der kommunikativen Isolation Harpers Ferrys war der Überfall zum Scheitern verurteilt. Kurzfristig herrschte aber zunächst Verwirrung: Der Zugführer hatte von 150, später sogar von 1.500 bewaffneten Abolitionisten berichtet, angeführt von einem „S.C. Anderson“. Im Kriegsministerium gingen sogar Gerüchte von 3.000 bewaffneten Aufständischen in Harpers Ferry um. Aus Angst vor einem Aufstand in Washington verfügte Präsident Buchanan eine Informationsblockade. Die Bundesregierung hatte jedoch kaum Truppen in der Nähe zur Verfügung.
Zu fortgeschrittener Morgenstunde am Montag, dem 17. Oktober hatten mehrere Miliz-Kompanien das Arsenal umzingelt und deckten den Überfalltrupp mit überlegener Feuerkraft ein, während die mittlerweile elf bis an die 40 Geiseln und befreiten Sklaven im Feuerwehrgerätehaus versammelt waren, das an die Waffenfabrik grenzte. Als Erster fiel auf Browns Seite Newby, dessen Körper von den Milizionären nach seinem Tod verstümmelt und den Schweinen zum Fraß überlassen wurde. Des Weiteren überwältigten die Virginier William Thompson, dessen Bruder Henry mit einer Tochter von Brown verheiratet war, banden ihn an das Geländer der Brücke über den Shenandoah und erschossen ihn. Kagi, Leary und Copeland wurden am Nachmittag im Hall-Gewehrdepot überrannt, wobei Kagi und Leary den Tod fanden, während Copeland am Ufer des Shenandoah gefangen genommen wurde. Das Eingreifen von Starry rettete ihn vor sofortiger Lynchjustiz durch die Milizionäre. Im Verlauf des Tages zog sich Brown in das Feuerwehrgerätehaus zurück und entsandte Parlamentäre, um einen Waffenstillstand auszuhandeln, die jedoch getötet oder wie Stevens gefangen genommen wurden. Somit zerschlug sich sein Plan, Geiseln gegen einen freien Abzug einzutauschen. Zwar fielen auf Seiten der virginischen Milizen einige Männer, so der Bürgermeister von Harpers Ferry, Fontaine Beckham, aber der Kampf stellte sich für das Überfallkommando bald als hoffnungslos dar. Dennoch erwiesen sich die mittlerweile zehn Miliz-Kompanien als wenig effektiv darin, ihre Überlegenheit entscheidend auszunutzen. Bis zum Montag Nachmittag waren viele ihrer Mitglieder betrunken und der Angriff verlor an Schwung. Präsident Buchanan und Kriegsminister Floyd hatten inzwischen die einzigen Bundestruppen in Washington – 90 auf dem Washington Navy Yard stationierte Marines – sowie drei Artilleriebatterien der United States Army aus Fort Monroe zusammengezogen und nach Harpers Ferry beordert. Den Befehl über die Bundestruppen erhielt Oberstleutnant Robert Edward Lee. Lee war eigentlich stellvertretender Kommandeur des in Texas stationierten 2. Kavallerieregiments, aber gerade beurlaubt und führte seine Truppen in Zivilkleidung und Zylinder. Als Adjutant diente ihm der junge Leutnant James Ewell Brown Stuart, der sich ebenfalls nur zufällig im Kriegsministerium aufgehalten hatte, als die Nachricht aus Harpers Ferry eingetroffen war. Lee, Stuart und die 90 Marines erreichten Harpers Ferry gegen Mitternacht. Als erste Maßnahme ließ er das Areal um das Feuerwehrgerätehaus räumen, wo sich mittlerweile um die 2000 Zivilisten und Milizsoldaten versammelt hatten.

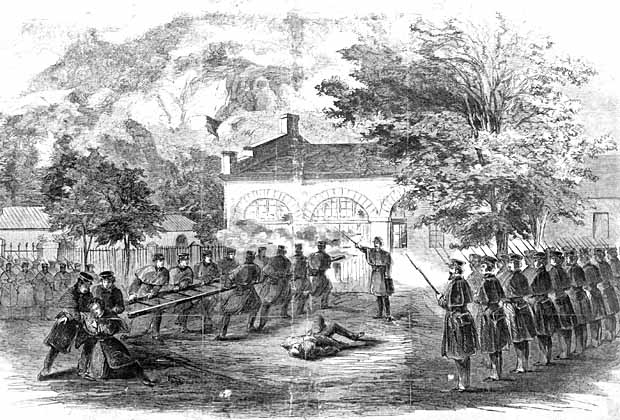
Zeitgenössische Darstellung des Sturms auf das von John Brown und seinen Gefährten gehaltene Feuerwehrgerätehaus im Harper’s Weekly vom 29. Oktober 1859

Während der Nacht erlag Browns 21-jähriger Sohn Oliver seinen Verwundungen und Watson stand kurz vor dem Tod. Insgesamt waren im Morgengrauen des 18. Oktober nur noch wenige Männer des Überfallkommandos kampffähig und die sechs befreiten und bewaffneten Sklaven zeigten durchwachsene Bereitschaft zum Gefecht. Lee organisierte eine Sturmgruppe von zwölf Marines, mit zwölf weiteren in Reserve. Aus Sorge um die Geiseln wurden die Soldaten angewiesen, nur das Bajonett zu benutzen. Lee sandte dann Stuart unter der Parlamentärflagge ans Gerätehaus, um dem Anführer der Aufständischen die Bedingungen für eine Kapitulation mitzuteilen. Zu diesem Zeitpunkt war der Anführer der Aufständischen mit Browns Alias Isaac Smith identifiziert worden. Erst als Brown die Tür des Gerätehauses ein wenig öffnete, um mit Stuart zu reden, erkannte ihn dieser als „Osawatomie Brown aus Kansas“. Per Lees Befehlen garantierte Stuart ihm die Übernahme in Bundeshaft und Schutz vor Lynchjustiz. Brown lehnte die Bedingungen ab und forderte für seine Truppe einen freien Abzug über den Potomac. Stuart gab daraufhin der Sturmgruppe das Zeichen, das Feuerwehrgerätehaus zu stürmen. Die zwölf Marines brachen mit einer schweren Leiter das Eingangstor auf und nahmen das Objekt ein, wobei ein Soldat fiel und einer verwundet wurde. Auf Seiten Browns wurden zwei Männer tödlich verwundet. Der Führer des Rollkommandos Leutnant Israel Green schlug Brown bewusstlos und stach ihm mit seinem Schwert in die Brust. Weil Green am Morgen aus Versehen statt des Säbels den Galadegen angelegt hatte, brach die Spitze jedoch wirkungslos ab. Neben Brown wurden bei der Erstürmung mit Edwin Coppoc (1835–1859) der ältere Bruder von Barclay sowie Green gefangen genommen. Sieben Beteiligte ergriffen die Flucht, unter ihnen Cook und die drei Männer von der Kennedy-Farm.
Insgesamt forderte der Überfall auf Harpers Ferry Fellman (2010) zufolge 17 Todesopfer, davon zehn aus Browns Kampfgruppe. Der Historiker Steven Lubet (2015) zählt auf Seiten der Verteidiger fünf Todesopfer, nämlich vier Virginier und einen Marine, sowie neun Verwundete. Kein einziger Sklave hatte sich der Befreiungsarmee angeschlossen. Wahrscheinlich war ihnen die Aussichtslosigkeit des Unterfangens klar und sie fürchteten die Konsequenzen, die jeden von ihnen erwartete, sollten sie der weißen Reaktion in die Hände fallen. Hinzu kam, dass in der Region ohnehin nicht viele Sklaven lebten. Mit dem vergeblichen Warten auf den erhofften Zulauf für die Befreiungsarmee erklären viele Historiker den Verbleib Browns in Harpers Ferry nach der Einnahme der Waffenfabrik. In seinem Plan sei keine Rückfallposition für diese Situation vorgesehen gewesen, er habe fest mit afroamerikanischen Rekruten gerechnet. Brown selbst gab in einem Brief, den er am Abend vor seiner Hinrichtung geschrieben hatte, zu Protokoll, dass er davor zurückgescheut hatte, die elf Geiseln zu töten und seine gewalttätige Kampagne fortzuführen. Diese Erklärung wird dadurch unterstützt, dass Brown unmittelbar nach der Gefangennahme seiner Erleichterung Ausdruck verlieh, keine der Geiseln getötet zu haben.

## Haft

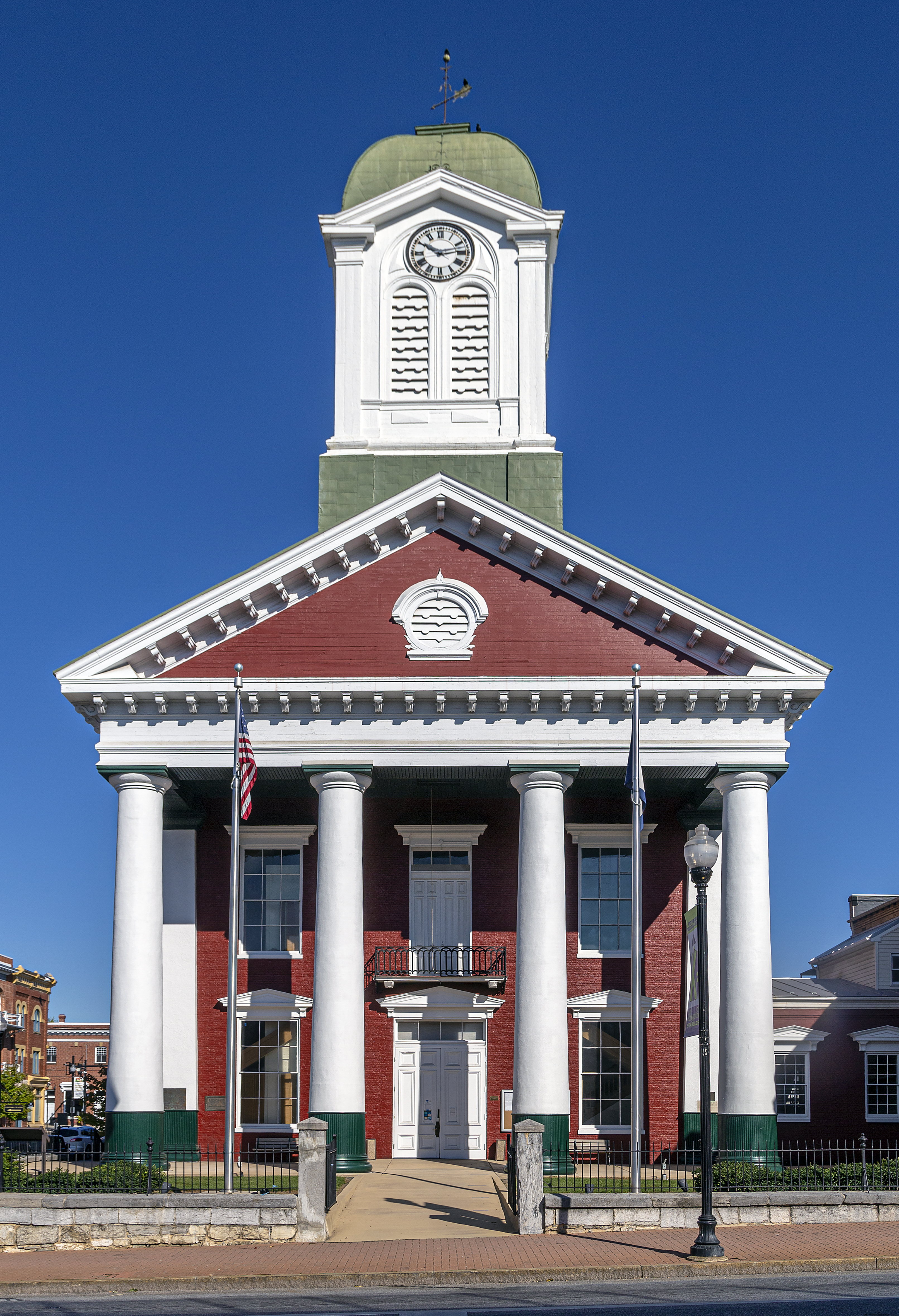
Jefferson County Courthouse (2020). In diesem Courthouse, das seit 1973 im NRHP eingetragen ist, wurde 1859 der Prozess gegen Brown durchgeführt

Schnell nach der Erstürmung des Feuerwehrgerätehauses am 18. Oktober stand Brown im Brennpunkt des öffentlichen Interesses. Noch am Tag seiner Gefangennahme belagerten ihn Reporter an seinem Krankenlager und Gouverneur Wise, Senator James Murray Mason und der Repräsentant Clement Vallandigham suchten das Gespräch mit ihm, was Brown bereitwillig annahm. Er agierte dabei allerdings verschlossen und gab weder zu, dass die Intention hinter dem Überfall das Auslösen einer allgemeinen Sklavenerhebung war, noch äußerte er sich zu seinen Geldgebern. Sich direkt an die im Raum anwesenden Journalisten wendend, stellte er klar, dass er die Sklaverei für „ein Unrecht gegen Gott und die Menschheit“ ansah und es ihm nur um die Befreiung der Opfer dieses Systems gegangen sei. Dies stellte den Beginn der gezielten Öffentlichkeitsarbeit dar, die Brown bis zu seiner Hinrichtung verfolgte. Laut dem offiziellen Bericht von Lee ergaben auch die Befragungen von Copeland und Green keine Hinweise auf das wahre Operationsziel. Am Mittwoch, dem 19. Oktober 1859 wurden die Gefangenen aus Sicherheitsgründen von Lee nach Charles Town verlegt, dem Verwaltungssitz des Jefferson County. In den Zorn der lokalen Bevölkerung mischte sich zunehmend Furcht vor einer größeren abolitionistischen Kampfgruppe in den umliegenden Bergen. So machte das Gerücht die Runde, der Flüchtige Cook habe im nahegelegenen Pleasant Valley ein Massaker ausgeführt. Lee entsandte zwar mit großer Skepsis eine Gruppe, um der Sache nachzugehen, tat aber insgesamt wenig zur Beruhigung der hitzigen Stimmung der Bevölkerung von Harpers Ferry. Er selbst hielt in seinem offiziellen Bericht fest, dass es sich beim Überfall um die Tat eines „Fanatikers oder Verrückten“ gehandelt habe. Die im Süden grassierende Angst wurde durch etliche Zeitungen weiter angefacht, die unter anderem davon berichteten, dass auf der Kennedy-Farm markierte Landkarten von sieben Bundesstaaten gefunden worden seien.
Während Wise Brown öffentlich Anerkennung für dessen Mut und Integrität zollte, äußerte er sich vermutlich einem in den Südstaaten verbreiteten rassistischen Stereotyp folgend verächtlich über die vermeintliche Feigheit und Unaufrichtigkeit der beiden afroamerikanischen Gefangenen Copeland und Green. Tatsächlich gibt es keine Hinweise darauf, dass sie sich anders verhalten hatten als die weißen Gefangenen Stevens und Edwin Coppoc. So verriet Green trotz intensiver Befragung nicht die Verbindung von Douglass mit Brown und identifizierte ebenso wenig den später festgesetzten Tatbeteiligten Albert Hazlett. Durch die Verlegung in das County-Gefängnis nach Charles Town befanden sie sich nun nicht mehr in Händen des Bundes, sondern in denen des Commonwealth of Virginia. Dadurch fiel die juristische Abarbeitung in die Zuständigkeit von Gouverneur Wise. Dieser sah sich erheblichem öffentlichen Druck ausgesetzt, einen zügigen Prozess sowie die Hinrichtung der Gefangenen zu gewährleisten. Zwar erklärte Wise später, er habe durch sein rasches Auftauchen in Harpers Ferry und die schnelle Aburteilung der Angeklagten trotz der schweren Verwundung von Brown einen Lynchmord verhindern wollen, aber wahrscheinlicher ist, dass er angesichts seiner Ambitionen auf eine demokratische Nominierung für die Präsidentschaftswahl 1860 entschlossen wirken wollte. Zudem kursierte die Verschwörungstheorie, dass Brown nur Teil eines viel größeren Netzwerks zur Abschaffung der Sklaverei sei und von Mitverschwörern befreit werden könnte. In den Südstaaten, wo die Angst vor einem Sklavenaufstand immer präsent war, kam es in Folge des Überfalls auf Harpers Ferry zu Panik und Gewalt gegenüber Afroamerikanern und Abolitionisten.
Weil der District Attorney des County als unfähig und Alkoholiker galt, stellte Wise ihm den angesehenen und erfolgreichen Juristen Andrew Hunter zur Seite. Am 26. Oktober wurde die Anklageschrift bekannt gegeben, die vier Anklagepunkte enthielt: Mord und Beihilfe zum Mord, Verschwörung zu einem Sklavenaufstand und Landesverrat gegenüber Virginia. Der Fall wurde vor Richter Richard Parker verhandelt, der aus einer alten virginischen Familie stammte und für seine Gewissenhaftigkeit in der Prozessleitung bekannt war. Brown hatte sich derweil mittels seiner Unterstützer im Norden um einen Verteidiger für sich und die anderen Angeklagten bemüht. Parker entschied sich gegen ein längeres Abwarten auf Anwälte aus den freien Staaten und wies Brown den örtlichen Anwalt Lawson Botts zu. Dieser hatte zwar am 17. Oktober in Harpers Ferry auf Seiten der Milizen gekämpft, sah aber keinen Konflikt darin, seine damaligen Gegner zu verteidigen. Kurz darauf ergänzte der Bürgermeister von Charles Town, Thomas Green, das Team der Verteidigung. Green war Sklavenhalter und ein Verwandter von Senator Mason. Notgedrungen stimmten die anderen Angeklagten dieser Form der Verteidigung zu.

## Prozess gegen Brown

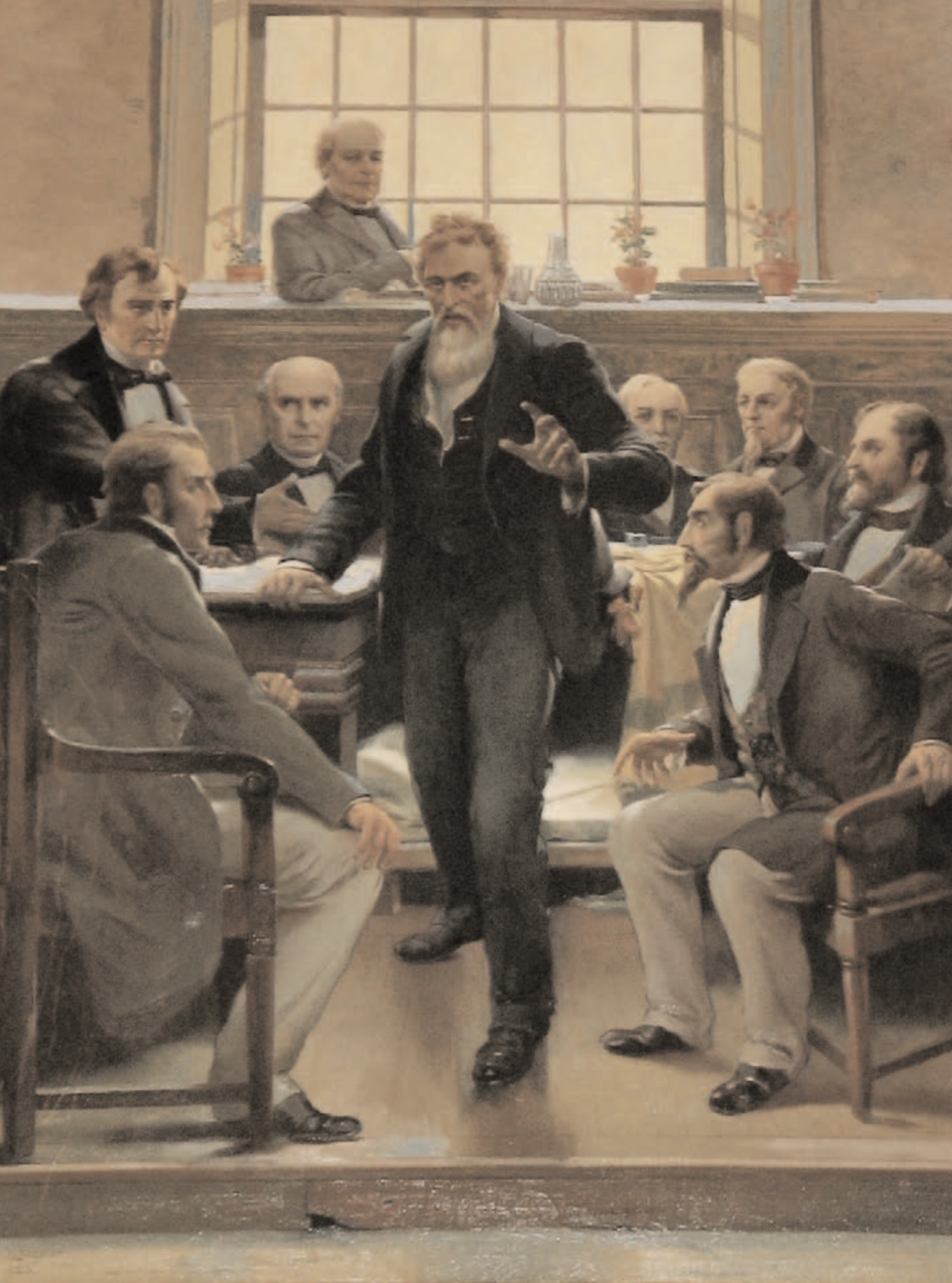
Brown, in der Bildmitte stehend und an einem Tisch abstützend, bei seinem Schlussplädoyer. Im Hintergrund ist seine Pritsche zu erkennen (Gemälde von David C. Lithgow, 1923)

Der Prozess gegen Brown begann am 27. Oktober 1859. Dieser hatte sich von seiner schweren Verwundung noch kaum erholt und wurde auf einer Krankenliege in den Gerichtssaal transportiert, von der aus er dem gesamten Gerichtsverfahren folgte. Obwohl Botts und Green die Überzeugungen und Taten von Brown ablehnten, taten sie zu seiner Verteidigung ihr Möglichstes. Sie versuchten mithilfe eines Briefs eines früheren Nachbarn ihres Klienten auf psychiatrisch bedingte Schuldunfähigkeit zu plädieren, um Brown die Todesstrafe zu ersparen, wogegen dieser sich jedoch sofort verwahrte. Nach diesem Vorfall wurde die Frage nach der Zurechnungsfähigkeit des Hauptangeklagten im Verfahren nicht mehr thematisiert. Der wichtigste Zeuge für die Anklage am ersten Verhandlungstag war Washington, dessen Kreuzverhör durch die Verteidigung als entlastendes Moment lediglich seine Aussage darstellte, dass Brown die Geiseln gut behandelt und seine Männer angewiesen habe, nicht auf Unbewaffnete zu schießen. Brown selbst war aufgrund der damaligen Gesetzeslage in den Vereinigten Staaten als Angeklagter von einer Aussage unter Eid ausgeschlossen. Trotzdem legte er während des Prozessverlaufs ständig Widersprüche ein oder kommentierte das Geschehen.
In der Nacht zum 28. Oktober traf der junge Anwalt George Hoyt aus Boston ein. Offiziell hatten ihn Abolitionisten als Rechtsberater für Brown entsandt, aber sein eigentlicher Auftrag bestand darin, in Vorbereitung eines Befreiungsversuches Charles Town und insbesondere das dortige Gefängnis auszukundschaften. Mit Hoyt erreichte Cook das Jefferson County, denn er war seinen Verfolgern zwei Tage zuvor nahe Chambersburg ins Netz gegangen. Am nächsten Morgen präsentierte Hunter dem Gericht Beweisstücke aus der Kennedy-Farm, nämlich Briefe von Smith und Douglass an Brown sowie eine Abschrift der Verfassung von Chatham-Kent. Brown benannte seinen Anwälten neun Entlastungszeugen, von denen am Ende nur fünf vor Gericht aussagten. Er nahm dies zum Anlass, sich an die Pressevertreter gewandt zu beklagen, dass ihm ein faires Verfahren verwehrt werde. Botts und Green fassten dies als persönlichen Angriff auf und legten ihr Mandat nieder. Noch am gleichen Tag kamen mit Hiram Griswold und Samuel Chilton zwei erfahrene Anwälte in Charlestown an, die von Abolitionisten in den Nordstaaten als Verteidiger engagiert worden waren. Während Griswold ein Sklavereigegner aus Cleveland war, sympathisierte der Virginier Chilton mit der heimischen Pflanzerklasse und war nur wegen der hohen Bezahlung bereit gewesen, Brown als Klienten zu vertreten. In der Nacht zum 29. Oktober stellte Brown gegenüber dem ihn besuchenden Hoyt klar, dass er keine Befreiungsaktion wünschte, weil er als Märtyrer der Sache der Sklavenbefreiung dienlicher sei denn als freier Mann.
Chilton und Griswold vertraten Brown in den letzten Verhandlungstagen, wobei sie an keiner Stelle die Institution der Sklaverei moralisch in Frage stellten. Unter anderem argumentierten sie gegen den Anklagepunkt des Landesverrats, dass Brown niemals ein Bürger Virginias gewesen sei. Die Morde versuchten sie auf die anderen Angeklagten abzuwälzen, die nach dem Rücktritt von Botts und Green ohne Anwalt dastanden. Gegen Mittag des 31. Oktober erklärte der Richter die Verhandlung für beendet und verwies die Entscheidung an die Jury. Nach keiner Stunde Beratung befanden die Geschworenen Brown in allen Anklagepunkten für schuldig. Der richterliche Urteilsspruch von Parker geschah am Morgen des 2. November. Davor erlaubte die damalige Prozessordnung Brown ein Schlussplädoyer, in dem er ausführte, dass es ihm um die Befreiung der Sklaven gegangen sei und nicht um einen Aufstand. In der Schlüsselpassage seiner mit biblischen Bezügen gefüllten Rede identifizierte Brown sich mit den „Unterdrückten dieser Erde“. Im Norden verliehen ihm diese Worte in vielen Kreisen die Aura eines alttestamentlichen Propheten. Insgesamt entfaltete Browns Schlussplädoyer eine große Wirkung auf die öffentliche Meinung in den freien Staaten. Parker gab danach das Strafmaß bekannt, das die Exekution Browns durch öffentliches Hängen auf den 2. Dezember 1859 ansetzte.
Laut der zusammenfassenden Betrachtung von Fellman (2010) verwandelte Brown den Prozess dank seiner rednerischen Begabung in ein Forum zur Debatte über die moralische Frage der Sklaverei, dem die ganze Nation folgte. Die Dramaturgie des Prozesses wurde durch die ausführliche und anschauliche Presseberichterstattung verstärkt. Entgegen den Bemühungen des Gerichts dominierte der Angeklagte den Saal und diskutierte mit Anklägern im Beisein der Presse über die Grundwerte der Vereinigten Staaten. Brown gelang es, sein Image eines gewalttätigen Abolitionisten zu einem freiheitsliebenden Märtyrer zu transformieren, der sich für die Opfer eines repressiven Sozialsystems und Staates einsetzte. Die Wirkung von Browns moralischer Überzeugung wurde durch die rigide Art, wie der Staat Virginia ihn als schwerverletzten Angeklagten behandelte, noch verstärkt. Viele Amerikaner erachteten diesen Prozess als eine Farce und sahen in dem auf Browns Eliminierung drängenden Bundesstaat Virginia den eigentlichen Gewalttäter. Browns Selbstverständnis änderte sich in dieser Zeit: Er distanzierte sich von Gewalt als einem legitimen Mittel zur Zielerreichung und verstand sich nun als ein dem Versprechen von Gleichheit als fundamentalem amerikanischen Wert verpflichteter Christ. Fellman (2010) interpretiert diese Form der Entwertung der eigenen Vergangenheit vor allem als ein politisches Manöver. Brown habe angesichts seiner unausweichlichen Hinrichtung durch den Sklavenstaat Virginia erkannt, dass sein Image als Gewalttäter der Sache nicht mehr dienlich sei, und sich für die Rolle als leidender Märtyrer entschieden. Vor allem in den Nordstaaten erhoffte er sich dadurch einen Popularitätsschub. Gleichzeitig spielte er in ironischer Art und Weise mit der Angst in den Südstaaten vor einer großen Verschwörung zur Abschaffung der Sklaverei, indem er zum Beispiel angab, dass der Antrieb zum Überfall sein eigener gewesen sei und je nach Sichtweise des Publikums der seines „Schöpfers, oder der des Teufels.“ Auch Lubet (2015) sieht Brown trotz seiner Verurteilung als den eigentlichen Sieger des Prozesses, weil er sich in dessen Verlauf geschickt zu einem Märtyrer transformiert habe. So habe der Zeitgenosse Ralph Waldo Emerson zum Urteil gesagt, dass Brown dadurch den „Galgen glorreich wie das Kreuz“ aussehen lasse. McPherson hebt Browns Würde und Unerschrockenheit hervor, die in dessen Schlusswort ihren Höhepunkt erreicht und selbst unter radikalen Sklavereianhängern Anerkennung gefunden habe.

## Prozesse gegen die anderen Tatbeteiligten

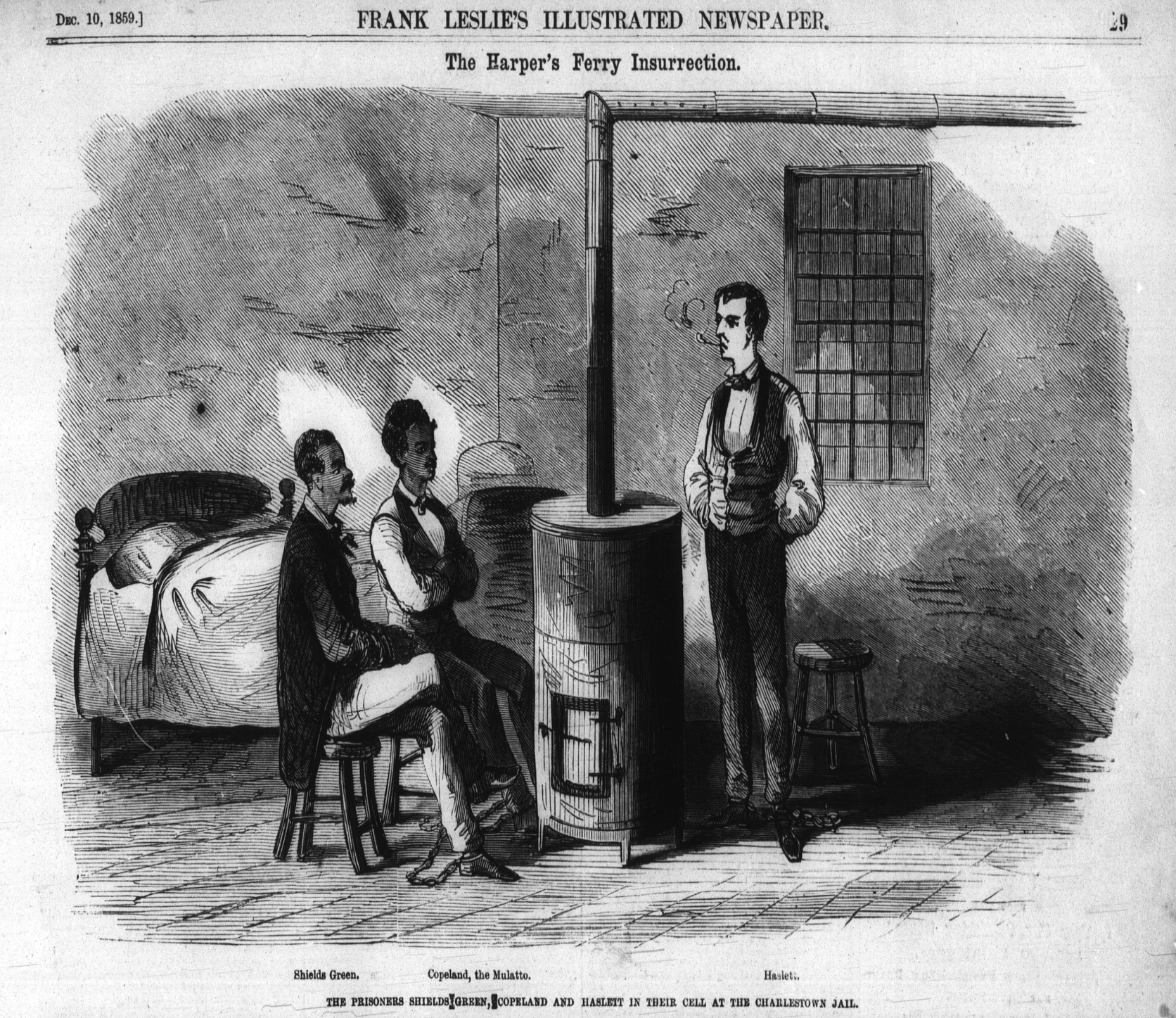
Copeland, Green und Hazlett in ihrer Gefängniszelle (Frank Leslie’s Illustrated Newspaper, 10. Dezember 1859)

Nachdem Boots und Green sich als Verteidiger zurückgezogen hatten, übernahm Griswold diese Aufgabe pro bono für Edwin Coppoc. Am 1. November 1859 führte Parker den Prozess gegen Coppoc. Das oberflächliche Gerichtsverfahren dauerte nur einen Tag; nach wenigen Minuten Beratung befand die Jury den Quäker für schuldig. Somit standen als Nächstes die Prozesse gegen Cook, Green und Copeland an. Der Inhaftierte Stevens war so schwer verwundet, dass von seinem baldigen Ableben ausgegangen wurde, während der in Pennsylvania festgenommene Tatbeteiligte Hazlett noch nicht nach Virginia ausgeliefert worden war. Die Afroamerikaner Copeland und Green hatten seit dem 2. November George Sennot als Verteidiger, einen demokratischen Abolitionisten aus Boston. Als Sennot, der den Anwaltsberuf beim früheren Senator Rufus Choate erlernt hatte, vor Gericht erklärte, es sei ihm eine Ehre, zwei Afroamerikaner zu verteidigen, und sich gegen die Sklaverei aussprach, löste er damit in den Südstaaten eine Welle der Empörung aus. Hauptzeuge der Anklage gegen Green war am 3. November der ihn schwer belastende Washington, für den insbesondere die Bewachung durch Schwarze während der Geiselnahme angesichts der damals in Virginia vorherrschenden White Supremacy („weiße Vorherrschaft“) ein empfindliches Verbrechen bedeutet hatte. Sennot bootete den Anklagepunkt des Landesverrats durch Bezugnahme auf das Urteil des Obersten Gerichtshofs im Fall Dred Scott v. Sandford aus: Weil laut dieser Entscheidung aus dem Jahr 1857 ein Afroamerikaner nie ein amerikanischer Staatsbürger im rechtlichen Sinn sein könne, sei Green allein wegen seiner Hautfarbe ein Landesverrat nicht möglich gewesen. Zwar wies Parker dieser Argumentation folgend die Anklage wegen Landesverrat ab, aber die Jury sprach nach nur wenigen Minuten Beratung Green in allen anderen Punkten für schuldig.

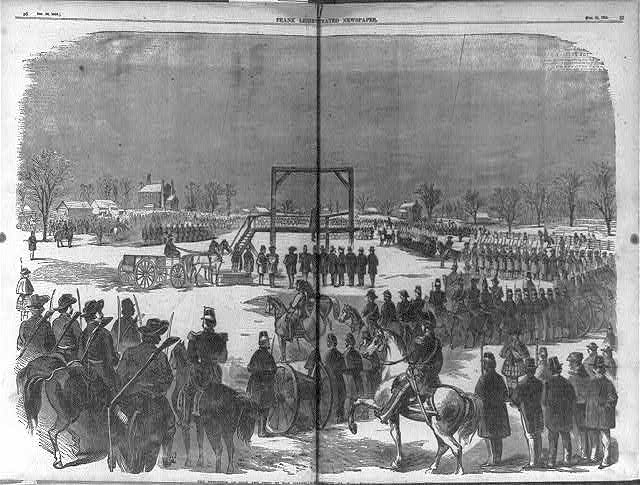
Hinrichtung von Cook und Coppoc (Frank Leslie’s illustrated newspaper, 24. Dezember 1859)

Am folgenden Morgen, dem 4. November 1859, begann das Verfahren gegen Copeland, wobei der Anklagepunkt des Landesverrats gleich zu Beginn fallen gelassen wurde. Sein Geständnis, das ihm durch Gewaltandrohung abgepresst worden war, räumte zwar die Teilnahme am Feuergefecht ein, verneinte aber die Kenntnis von Browns Absicht, einen Sklavenaufstand zu entfachen. Obwohl der Richter dieses Argument formal anerkannte, gehorchte er dem öffentlichen Druck in Virginia und wies die Jury darauf hin, dass der Überfall möglicherweise die „üblichen Merkmale“ einer Rebellion erfüllte. Am 5. November urteilten die Geschworenen auf schuldig in allen drei Anklagepunkten. Der nächste Prozess war derjenige gegen Cook. Der Angeklagte konnte auf die Unterstützung seines demokratischen Schwagers Ashbel P. Willard zählen. Obwohl dieser als Gouverneur von Indiana keinerlei Verständnis für Cooks Abolitionismus zeigte, fühlte er sich dem Bruder seiner Ehefrau verpflichtet, weshalb er den United States Attorney seines Bundesstaates Daniel W. Voorhees als Verteidiger anheuerte. Auf Anraten von Willard und Voorhees fertigte Cook in Hoffnung auf eine Begnadigung durch Präsident Buchanan ein umfassendes Geständnis an und belastete damit Douglass, Smith, Howe und Thaddeus Hyatt als Mitwisser von Browns Plänen. Wise sah die Anschuldigungen aber als nicht stichhaltig genug an, weshalb er den Fall nicht an die Gerichtsbarkeit des Bundes weitergab. Das am 7. November beginnende Gerichtsverfahren sah ein weiteres Mal Washington als Hauptzeugen der Anklage. Zwei Tage später befand die Jury Cook des Mordes und der Verschwörung für schuldig. Am 10. November verkündete Parker das Strafmaß gegen Coppoc, Green, Copeland und Cook, das in allen vier Fällen auf die Todesstrafe lautete, und setzte die Hinrichtung auf den 16. Dezember 1859 fest. Eine Begnadigung für den Quäker Coppoc, der wegen seiner Konfession auf gewisse Sympathien in der Bevölkerung zählen konnte, wurde zwar von einem Ausschuss des Senats von Virginia vorgeschlagen, aber von der virginischen Legislative abgelehnt. Ein Fluchtversuch von Coppoc und Cook am Vorabend der Exekution scheiterte. Um der damals gültigen Rassentrennung in Virginia gerecht zu werden, wurden die Weißen Coppoc und Cook und die Schwarzen Green und Copeland im Abstand von mehreren Stunden gehenkt.
Während den Hinterbliebenen von Coppoc und Cook vom Bundesstaat Virginia die sterblichen Überreste für ein Begräbnis ausgehändigt wurden, gingen die Leichen von Green und Copeland an eine medizinische Hochschule in Winchester. Zwar hatte Wise eine Bitte der Eltern Copelands um eine Übergabe der Leiche ihres Sohnes an den für die Hinrichtung zuständigen Milizgeneral William Booth Taliaferro weitergeleitet, doch dieser hatte das Begehren ignoriert. Auf Betreiben des Dekans des Winchester Medical College sollten die Skelette von Green und Copeland im anatomischen Ausstellungsraum der Akademie präsentiert werden. Als der Anwalt der Copelands, der Ohio-Staatsenator James Monroe, Ende Dezember 1859 trotz der mittlerweile für Nordstaatler bestehenden Gefahren im Süden nach Harpers Ferry und Winchester reiste, um das zu verhindern, bedrohten ihn die Studenten der Hochschule und stahlen die Überreste Copelands.
Die Gerichtsverfahren gegen Stevens und Hazlett fanden im Februar 1860 statt. Beide erhielten die Todesstrafe und wurden am 16. März gehenkt.

## Schicksale der geflohenen Tatbeteiligten

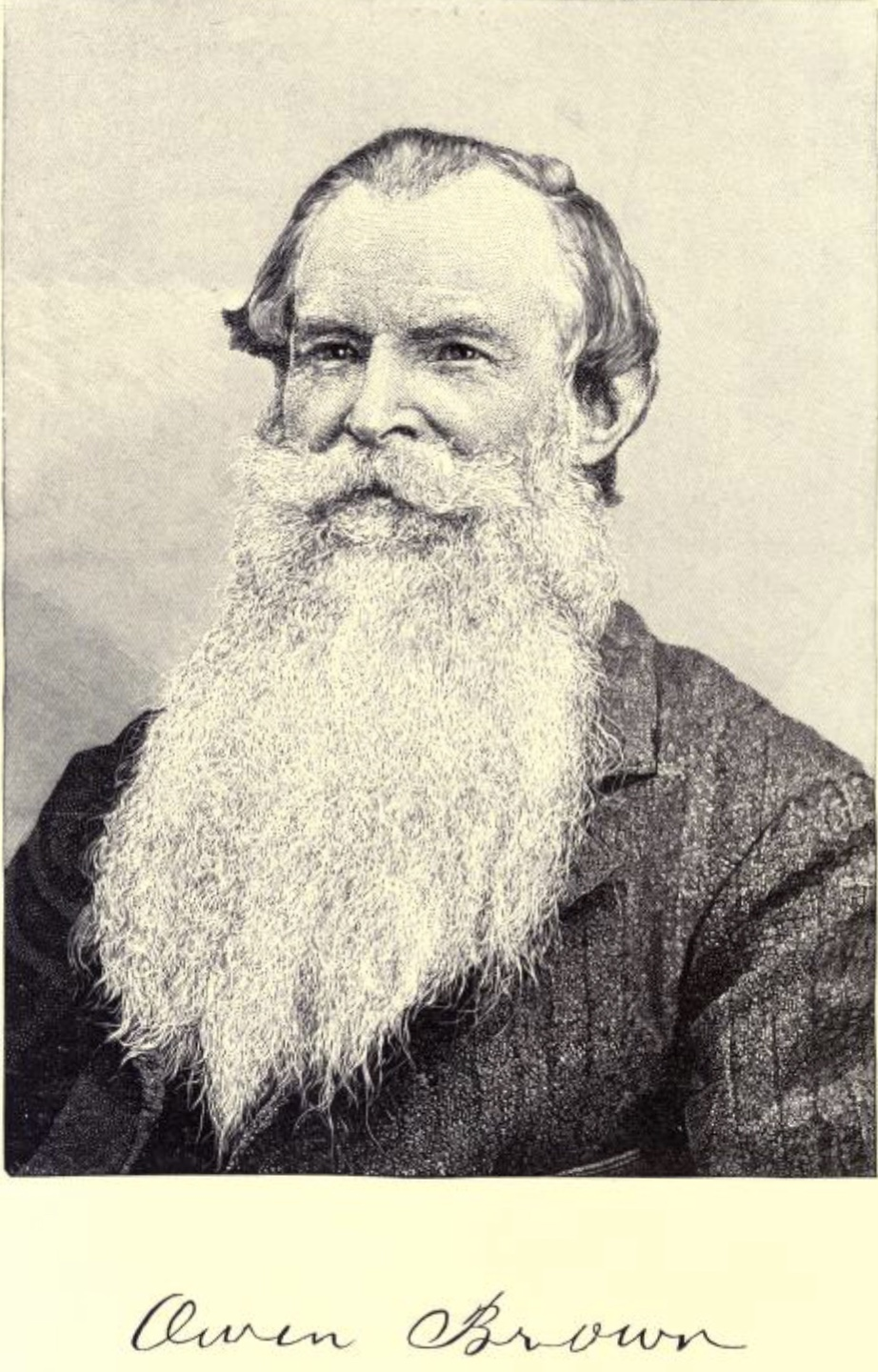
Owen Brown (1882)

Fünf von Browns Gefolgsleuten während des Überfalls gelang die Flucht in den Norden: seinem Sohn Owen, Tidd, Barclay Coppoc, Francis Merriam und Anderson. Anderson kämpfte später als Freiwilliger in der Unionsarmee und starb im Februar 1862 an einer Krankheit am Vorabend der Schlacht von Roanoke Island. Coppoc entkam nach Iowa. Zwar beantragte Virginia seine Auslieferung, aber der Gouverneur verweigerte seine Zustimmung. Coppoc kämpfte als Soldat in den Unionstruppen und starb im Jahr 1861 in Missouri, als konföderierte Saboteure seinen Truppentransport zum Entgleisen brachten. Merriam diente als Hauptmann im 3. South Carolina Infanterie-Regiment, dessen Soldaten Afroamerikaner waren, und überlebte den Sezessionskrieg. Er starb Ende 1865 an einer Krankheit. Anderson kam als einziger afroamerikanischer Tatbeteiligter am Überfall auf Harpers Ferry mit dem Leben davon, indem er sich nach Kanada absetzte. Im Jahr 1861 veröffentlichte er unter dem Titel A Voice from Harper’s Ferry seine Memoiren und kehrte im Anschluss in die Vereinigten Staaten zurück. Während des Bürgerkriegs half er bei der Rekrutierung von Schwarzen für die Unionsarmee. Anderson starb 1872 an einer Lungenentzündung. Owen Brown lebte sehr zurückgezogen bis 1889; in gelegentlichen Interviews verteidigte er die Taten und Prinzipien seines Vaters.

## Hinrichtung Browns
In den vier Wochen bis zu seiner Hinrichtung stand Brown weiterhin im Rampenlicht der Öffentlichkeit. Fast alle seine Briefe, die er in dieser Zeit an Familie und Freunde schrieb, wurden von auflagenstarken Zeitungen wie der New York Daily Tribune oder dem New York Herald abgedruckt. Der bekannte Abolitionist Wendell Phillips und der Philosoph Henry David Thoreau hoben während dieser Zeit hervor, wie geschickt Brown seine Märtyrerrolle inszenierte und dabei alles, was der Bundesstaat Virginia gegen ihn unternahm, zu seinem Vorteil zu nutzen wusste. Ihm kam dabei zustatten, dass ein Großteil der Leserschaft mit dem Symbolismus des Evangelikalismus vertraut war, den er in seinen Texten anwandte. So verglich Brown seine persönliche Situation mit den biblischen Figuren Simson und Mose oder den Aposteln Simon Petrus oder Paulus von Tarsus; selbst zu Jesus Christus zog er Parallelen. Der virginische Gouverneur erkannte vermutlich, dass eine Hinrichtung Brown zum Helden machte, zumal viele Bittbriefe von Abolitionisten an ihn gerade dieses Argument anführten, und erwog eine Begnadigung wegen Schuldunfähigkeit. Jedoch war im Süden die Volksstimmung so aufgeheizt, dass er davor zurückschrak, auch um seine Ambitionen auf das Weiße Haus nicht zu zerstören. Charles Town selbst nahm bis zur Hinrichtung Browns den Charakter eines Militärlagers ein. Aus Sorge vor einer abolitionistischen Verschwörung befahl Wise die Mobilmachung von 3000 virginischen Milizsoldaten und Kadetten des Virginia Military Institute, die von ihrem Professor Thomas Jonathan Jackson geführt wurden. Unter dem Kommando von Lee verblieben auch einige Soldaten der United States Army vor Ort.
Für den Tag der Hinrichtung am 2. Dezember 1859 wünschte er ausdrücklich keine seelsorgerische Betreuung, weil er die lokalen Kirchenvertreter durch ihre Verbindung zu den Sklavenhaltern für korrumpiert hielt. Brown bat stattdessen in einem Brief an die Frau eines Abolitionisten um einen letzten Segen durch Sklavenkinder der Umgebung. Höchstwahrscheinlich ist dieser Brief der Ursprung für die Legende, dass Brown auf dem Weg zum Galgen ein Sklavenbaby küsste. Am Morgen der Exekution hinterließ er der Wache eine Notiz, die besagte: „I John Brown are now quite certain that the crimes of this guilty land will never be purged away but with blood“ („Ich, John Brown, bin nun ganz sicher, dass die Verbrechen dieses sündigen Landes nur noch durch Blut getilgt werden können“). Viele seiner Landsleute, sowohl im Norden als auch im Süden, sahen in dieser Nachricht eine prophetische Vorhersage eines kommenden Bürgerkriegs. Der Schriftsteller Herman Melville etwa bezeichnete Brown in seinem 1859 verfassten Gedicht „Das Omen“ als „Meteor des Krieges“. Aus Sorge vor einer abolitionistischen Befreiungsaktion und als Signal der Stärke an den Norden bewachten 1500 Milizionäre die Hinrichtungsstätte, unter ihnen John Wilkes Booth, der spätere Mörder Abraham Lincolns. Die Gefasstheit, mit der Brown zum Galgen schritt, verstärkte einmal mehr sein Image als Märtyrer. Selbst der pazifistisch gesinnte Abolitionist William Lloyd Garrison lobte diese Haltung und stellte sie in eine Traditionslinie mit dem Kampfesmut der Patrioten im Amerikanischen Unabhängigkeitskrieg. Wie auch Thoreau sah Garrison in Brown ein Symbol für die Rückkehr zu einer „heroischen republikanischen Ära“, also zu den Pilger- und Gründervätern. Thoreau bezeichnete Brown in diesem Zusammenhang als „einen gekreuzigten Helden“.

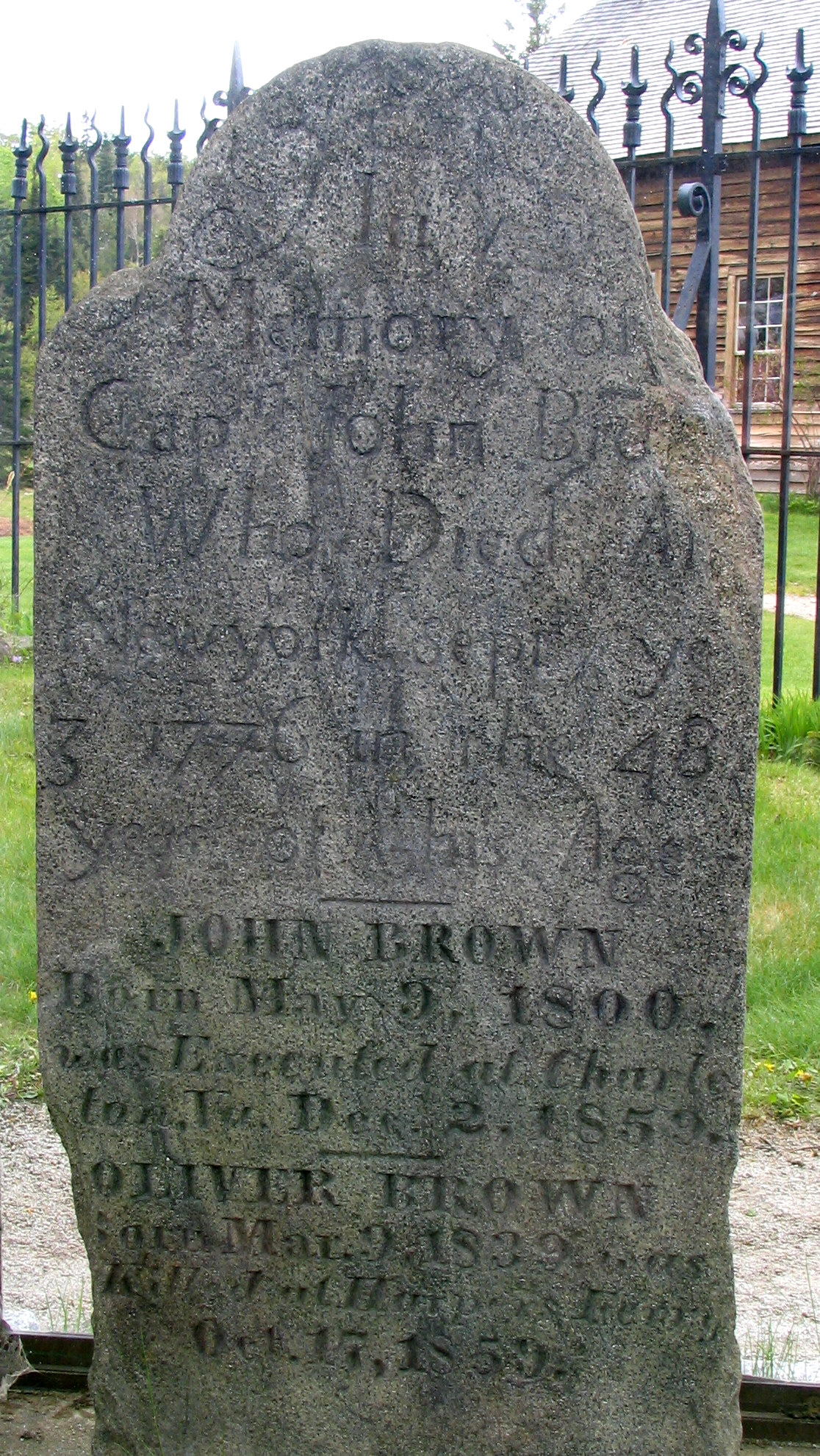
John Browns Grabstein auf der John Brown Farm and Gravesite (2008)

Brown wurde am 8. Dezember in North Elba beigesetzt. Die Grabrede hielt Phillips, wobei er den Überfall auf Harpers Ferry und Browns Hinrichtung mit der Schlacht von Bunker Hill und den Kampf gegen die Sklaverei mit dem Unabhängigkeitskrieg gegen Georg III. verglich. Jefferson Davis, der spätere Präsident der Konföderierten Staaten von Amerika, war neben James Murray Mason, Graham Newell Fitch, Jacob Collamer und James Rood Doolittle eines der Mitglieder der Untersuchungskommission des Senats zum Überfall auf Harpers Ferry. Ihr Abschlussbericht wurde Ende Juni 1860 veröffentlicht.

## Verfolgung der „Geheimen Sechs“
Auf der Kennedy-Farm fanden sich während der Ermittlungen Dokumente und Briefe Browns, die seine Verbindung zu den „Geheimen Sechs“ enthüllten. Von diesen flohen in der Folge drei bis zur Hinrichtung Browns nach Kanada, während Parker in Europa im Sterben lag und Higginson in Massachusetts ausharrte, ohne seine Mitwirkung an Browns Plänen zu verhehlen. Smith erlitt nach dem Bekanntwerden seiner Verwicklung einen Nervenzusammenbruch und wurde in Utica behandelt. Als die Untersuchungskommission des Senats Sanborn vorlud und einen Haftbefehl ausstellen ließ, ignorierte er dies und bekam vom Massachusetts Supreme Judicial Court („Oberster Gerichtshof von Massachusetts“) Recht. Letztendlich sagten nur Howe und Stearns vor dem Ausschuss aus.

## Wirkung und Folgen des Überfalls und der Verurteilung Browns
Die viel beachtete Brown-Biographie von Stephen B. Oates (1970) hatte dessen Gewalt kritisch behandelt und den Überfall auf Harpers Ferry in eine Traditionslinie mit dem Guerillakrieg gegen Napoleon in Spanien und andernorts gestellt. Die Historikerin Nicole Etcheson (2009) kritisierte die zunehmende Bezeichnung von Brown als Terrorist in der jüngeren Vergangenheit seit dem Bombenanschlag auf das Murrah Federal Building in Oklahoma City, auf die unter anderem sein Biograph David S. Reynolds (2005) regelmäßig zurückgriff. Laut Etcheson erfüllt der Überfall auf Harpers Ferry nicht die Definition eines terroristischen Anschlags, weil sich die Aktion nicht dezidiert gegen die Zivilbevölkerung richtete, um Angst und Schrecken auszulösen, sondern ist auf Grundlage der diesbezüglichen Theorien von Walter Laqueur als eine Guerillaaktion gegen den Unterdrückungsapparat der Sklaverei anzusehen. Typisch hierfür sei beispielsweise der geplante Rückzug in die Berge gewesen und das Konzept von der Rekrutierung einer Army of Liberation zur Befreiung aller Sklaven. Auch töteten Brown und seine Männer während des Überfalls nicht wahllos. Wie für eine Guerilla charakteristisch sollten also eigene Institutionen geschaffen und Territorium kontrolliert und erweitert werden. Von Browns Aktionen entspreche am ehesten das Massaker von Pottawatomie der Definition von Terrorismus. Fellman (2010) dagegen betrachtete Brown als äußerst erfolgreichen „revolutionären Terroristen“, der durch sein Handeln die inneren Widersprüche einer Gesellschaft bloßgelegt habe, die einerseits freiheitliche Werte hochhielt, aber andererseits Sklaverei zuließ. Nach dem Überfall auf Harpers Ferry habe sich der Diskurs über dieses Grundproblem für immer verändert.
Browns „Fast–Heiligsprechung“ unter den Sklavereigegnern, die noch zu seinen Lebzeiten eingesetzt hatte, beschleunigte sich nach seinem Tod. Aus dieser Dynamik heraus wurde im Sezessionskrieg John Brown’s Body zum populären Marschlied der Unionsarmee. Die Afroamerikaner betonten tendenziell eher Browns Kampfesmut als sein Märtyrertum, so einige Generationen später Malcolm X. Besonders würdigten sie, dass er sich als Weißer angesichts des allgegenwärtigen Rassismus für Schwarze mit seinem Leben eingesetzt habe. Einige kritisierten, dass er sich am Ende von Gewalt und Blutvergießen distanziert und so die Sklaven im Unklaren darüber gelassen habe, wie sie sich zukünftig verhalten sollten. Insgesamt stellte Brown nach Fellman für die damaligen Sklavereigegner eine ideale Kombination aus „heiliger Mannhaftigkeit, amerikanischem Revolutionseifer und abolitionistischer Gerechtigkeit“ dar.

### Nordstaaten
In den Nordstaaten läuteten am Tag der Hinrichtung Browns vielerorts die Kirchenglocken, Gemeindeversammlungen wurden abgehalten und öffentliche Gebete durchgeführt. Die dortigen Republikaner, die als gemäßigte Abolitionisten lediglich gegen eine weitere Ausbreitung der Sklaverei waren, blickten mit einer Mischung aus Abscheu und Faszination auf Browns Überfall und Prozess. Um ihre Chancen bei der Präsidentschaftswahl 1860 zu wahren, verurteilten sie Brown und bezeichneten ihn als einen Verrückten. Dies tat unter anderem der auf eine Nominierung hoffende Salmon P. Chase, wobei er aber eingestand, dass ihn die mutige Entschlossenheit Browns ergriffen habe. Der einflussreiche republikanische Zeitungsverleger Horace Greeley äußerte sich ähnlich. Hinter verschlossenen Türen verliehen einige Republikaner ihrer festen Überzeugung Ausdruck, dass ein Bürgerkrieg in naher Zukunft nach dem Überfall auf Harpers Ferry und der Hinrichtung Browns unvermeidlich sei.

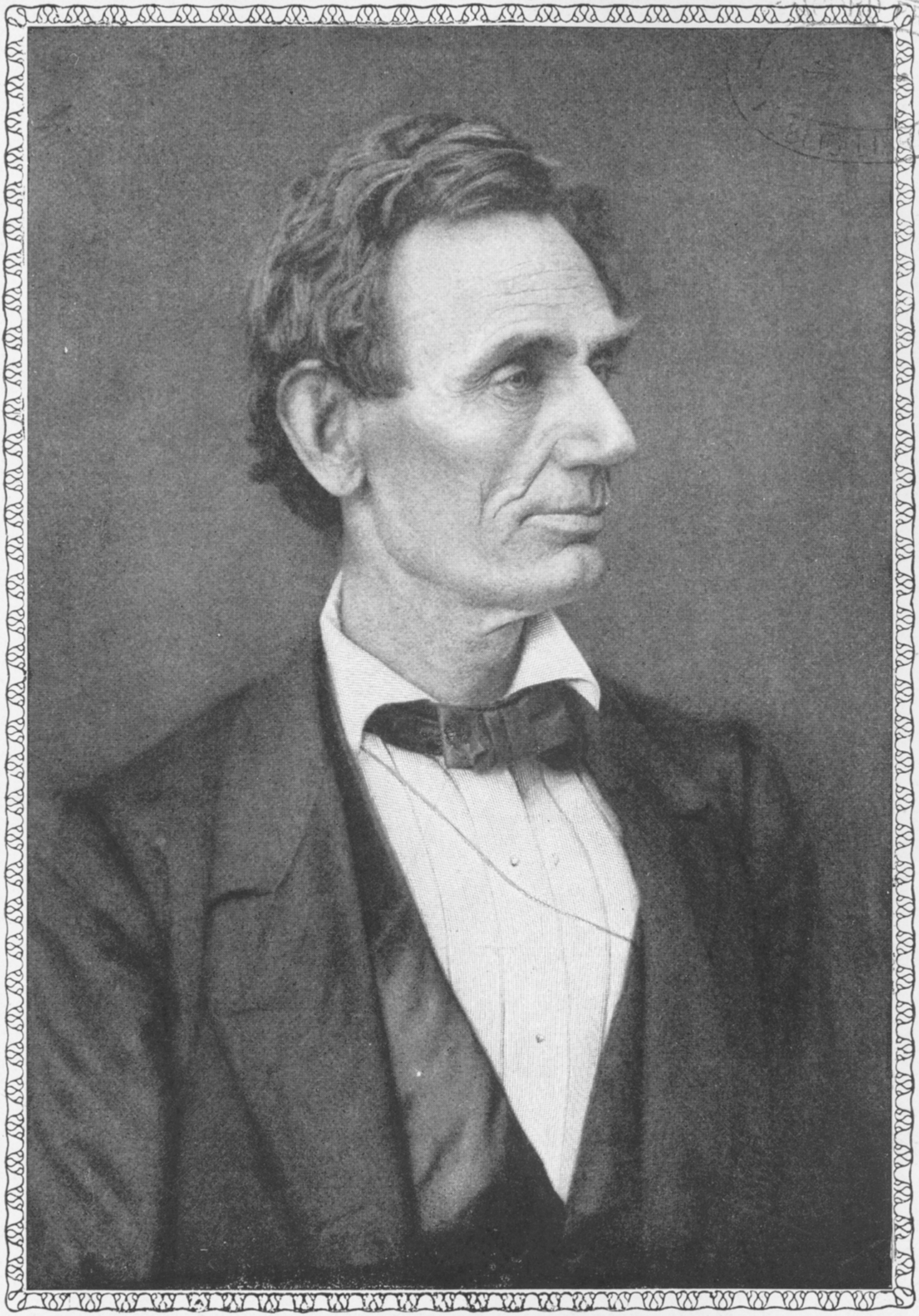
Lincoln unmittelbar nach seiner Nominierung zum Präsidentschaftskandidaten am 3. Juni 1860

Abraham Lincoln griff in seinen Reden 1859/1860 regelmäßig den Überfall auf Harpers Ferry auf. Er verurteilte stets die Taten Browns und bezeichnete ihn einige Male als verrückt. Angesichts entsprechender demokratischer Vorwürfe bestritt Lincoln, dass auch nur ein einziger Republikaner den Überfall unterstützt habe. Andererseits verwendete Lincoln Brown als eine Art Warnung an die Demokraten, so in seiner berühmten Rede an der Cooper Union am 27. Februar 1860. Sollten die Demokraten bei den Wahlen Ende des Jahres die Republikaner besiegen, werde sich der Abolitionismus auf anderem Wege kanalisieren und die „Zahl der John Browns vervielfachen“. Indem er ein solches Schreckensbild zeichnete, das auf die Nation zukomme, sollte sie sich nicht mittelfristig von der Sklaverei befreien, trug Lincoln zur Ikonisierung Browns als Märtyrer bei. Bei seiner Rede zur zweiten Amtseinführung am 4. März 1865 wiederholte er wahrscheinlich unbewusst Aussagen, die Brown bei seinem Schlussplädoyer im November 1859 getroffen hatte. Lincoln stellte in dieser Ansprache den Bürgerkrieg als eine zu begleichende Blutschuld für die 250-jährige Geschichte der Sklaverei in den Vereinigten Staaten dar: „Doch wenn Gott will, dass [der Krieg] weitergeht, bis all der Wohlstand versunken ist, der durch die 250 Jahre unbelohnter Mühe des Leibeigenen angehäuft wurde, und bis jeder Tropfen Blut, den die Peitsche hervorgerufen hat, vergolten wurde durch einen anderen, den das Schwert hervorgerufen hat, so müssen wir weiter sagen, wie es vor dreitausend Jahren gesagt wurde: ‘Die Urteile des Herrn sind wahrhaftig, / gerecht sind sie alle.’“
Dennoch war der Norden in seiner offenen oder insgeheimen Sympathie für Brown und seinen Überfall auf Harpers Ferry keineswegs geeint. So wurden dort Solidaritäts- und Gedenkveranstaltungen für Brown regelmäßig von anti-abolitionistischen Gruppen gestört. Konservative und für Law and Order eintretende Nordstaatler gingen sogar so weit, dass sie aus rassistischen Gründen heraus die Sklaverei befürworteten und eine Sezession der Südstaaten als gerechtfertigt ansahen. Browns Aktion und die darauf folgende Reaktion Virginias hatten in den Nordstaaten die moderaten Kräfte stark geschwächt, die zum Erhalt der Union bereit waren, die Sklaverei in den Südstaaten zu tolerieren, was in der Vergangenheit unter anderem zum Kompromiss von 1850 geführt hatte.

### Südstaaten

Konföderierte Staaten von Amerika (dunkelgrün) und von ihnen beanspruchte, aber nicht kontrollierte Gebiete (hellgrün)

Südlich der Mason-Dixon-Linie wurde die Entrüstung über den Überfall auf Harpers Ferry nur noch durch die Empörung übertroffen, die angesichts der überwältigenden Sympathiebekundungen für Brown aus den Nordstaaten herrschte. Angesichts dessen äußerte Davis im Senat den Vereinigten Staaten gegenüber sein Misstrauen, weil die Bundesgewalt den Schutz des „Eigentums“ der Sklavenhalter nicht mehr gewährleiste. Auf der anderen Seite reagierten die weißen Südstaatler mit Erleichterung auf die Hinrichtung Browns; die abolitionistische Verschwörung blieb aus und kein Sklave war beim Überfall auf Harpers Ferry freiwillig der Kampfgruppe Browns beigetreten. Dagegen schlossen sich politisch die Reihen gegenüber den Republikanern, wobei sie die Stärke der konservativen Nordstaatler unterschätzten. Insgesamt sah der weiße Süden im Überfall auf Harpers Ferry die „Spitze eines abolitionistischen Schwertes, das in ihre friedliebende Gesellschaft gestoßen worden sei“.
Dem Parteiprogramm der Republikaner, das sich lediglich gegen eine weitere Ausbreitung der Sklaverei aussprach und abolitionistische Aussagen im Vergleich zum Wahljahr 1856 abmilderte, wurde im Süden kein Glaube mehr geschenkt, obwohl es den Überfall auf Harpers Ferry als schweres Verbrechen verurteilte. Dort wurde eine Differenzierung zwischen Lincolns moralischen Grundsätzen und Browns Überfall als spitzfindig abgetan. Ihrer Ansicht nach planten die Republikaner eine Invasion des Südens und das Auslösen von Sklavenaufständen, weshalb sie diese Partei fortan Black Republicans („Schwarze Republikaner“) nannten. So stellte die Florida Legislature („Legislative von Florida“) noch im Jahr 1859 fest, dass Brown und die Black Republicans ideologisch eine Einheit bildeten. Während derlei Gerüchte im Süden weiter die Runde machten, bewilligten die dortigen Bundesstaaten-Parlamente (State Legislatures) beachtliche finanzielle Mittel, um ihre Milizen aufzurüsten, die starken Zulauf verzeichneten. Oppositionelle oder Personen, die der Spionage für den Norden verdächtigt wurden, wurden verfolgt oder sahen sich zur Flucht gezwungen. Die bis zum Überfall auf Harpers Ferry nur von einer radikalen Minderheit erhobene Forderung nach einer Sezession der Südstaaten wurde nun mehrheitsfähig, selbst wenn dies einen Bürgerkrieg auslösen sollte. Nach der Wahl Lincolns folgte mit South Carolina im Dezember 1860 beginnend der Austritt der Konföderierten Staaten aus der amerikanischen Union.

## Andenken
Die im Juli 1905 von W. E. B. Du Bois begründete Niagara-Bewegung, ein Vorläufer der späteren Bürgerrechtsbewegung, hielt zum Gedenken John Browns ihr zweites Jahrestreffen im August 1906 in Harpers Ferry ab. Einen Tag der Konferenz widmeten die Teilnehmer dem Besuch der Schauplätze des damaligen Ereignisses und seiner juristischen Aufbereitung. Aus der Niagara-Bewegung entstand im Jahr 1910 die National Association for the Advancement of Colored People („Nationale Organisation für die Förderung farbiger Menschen“).

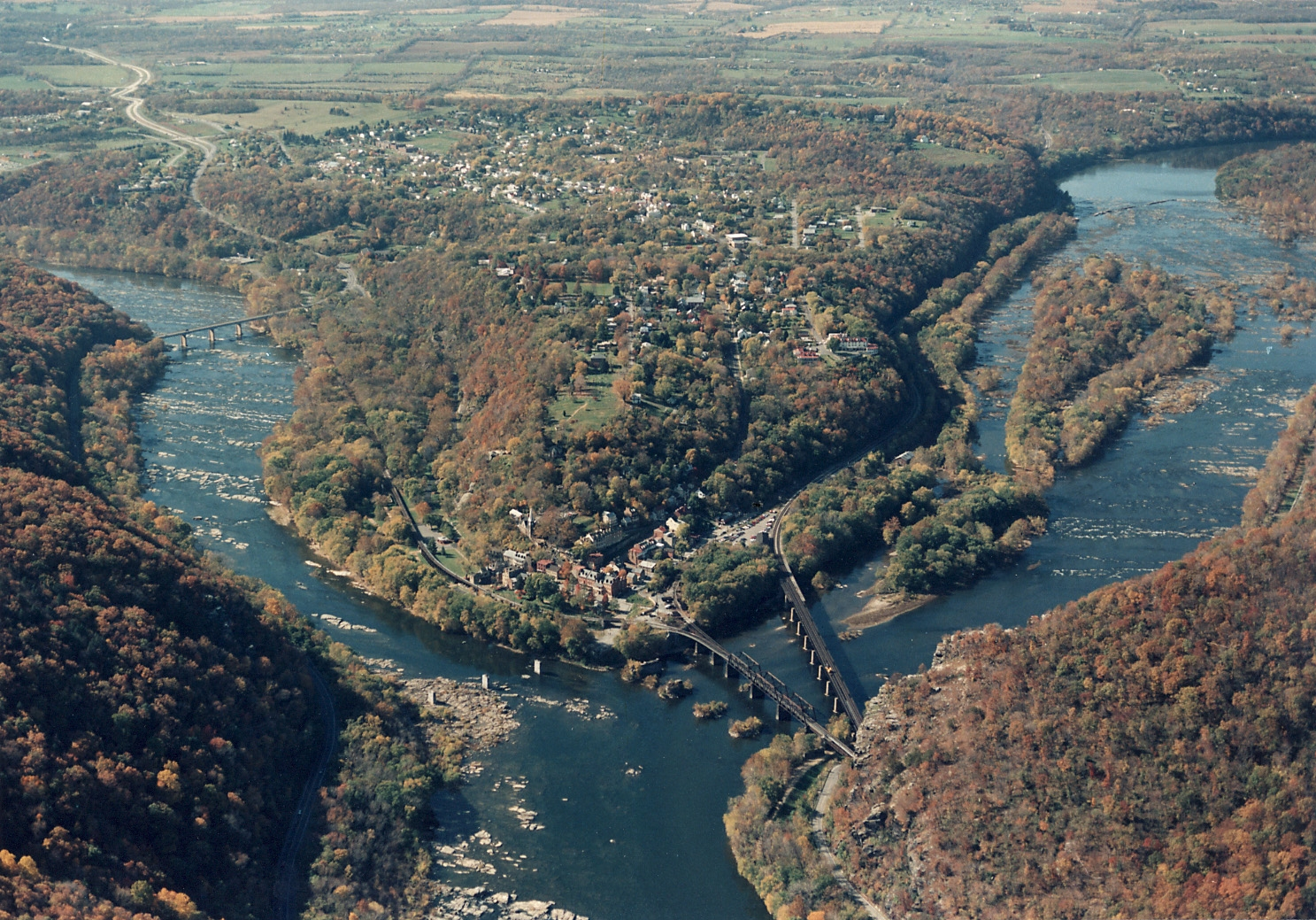
Blick auf Harpers Ferry (2015)

Der Ort des Geschehens wurde 1944 vom Kongress der Vereinigten Staaten zu einem National Monument erklärt, aber erst 1951 mit Bundesmitteln ausgestattet. Heute hat das Areal den Status eines National Historical Park. Im Jahr 1966 wurde der Harpers Ferry National Historical Park als Historic District („Historischer Bezirk“) in das National Register of Historic Places („Nationales Verzeichnis historischer Orte“; NRHP) eingetragen. Der National Historical Park hat eine Fläche von mehr als 1400 Hektar und enthält den historischen Stadtkern von Harpers Ferry. Dort steht mit John Brown’s Fort das Feuerwehrgerätehaus, in dem sich Brown und seine Männer verschanzt hatten. Es stellt das einzig erhaltene Gebäude des Waffenarsenals dar, das im Sezessionskrieg zerstört wurde. In den 1960er Jahren legten Archäologen des National Park Service die Fundamente der Waffenfabrik frei, die im Park besichtigt werden können.